# Porte de ville
Pour les articles homonymes, voir Porte.
Une porte de ville fait partie des fortifications d'une ville. C'était jusqu'à l'Époque moderne le seul moyen de franchir les remparts entourant la ville. Les tours et les portes avaient pour fonction de protéger le cœur de la ville contre des attaques ennemies.
Les portes de ville étaient souvent munies d'un pont-levis permettant de franchir un fossé encerclant la ville. Des herses de bois ou de fer, et de solides portes en chêne apportaient une protection supplémentaire.
À la fin du XVIIIe siècle, on a commencé à ériger des portes de ville sans fonction militaire, mais par exemple pour les douanes (l'octroi).
Aujourd'hui en Allemagne, beaucoup de portes de ville sont devenues l'emblème de ces villes, et jouent un rôle touristique.

## Historique
Les portes de fortification faisaient partie d'enceintes urbaines ou de bourgs. Au travers des âges, leurs formes furent très variées, tout en gardant un but identique : permettre une surveillance et un contrôle des flux entrants et sortant de la zone fortifiée.

### Antiquité
En Orient, les portes des villes ont toujours joué un rôle important : à l'abri des remparts et à leur ombre se rendait la justice et se pratiquaient les échanges commerciaux car c'est là qu'aboutissaient les caravanes.
En Babylonie et en Assyrie, au premier millénaire avant Jésus-Christ, les portes se présentaient sous la forme d'un bastion en saillie sur l'enceinte. Le bastion était percé d'une porte qui donnait accès à une cour intérieure. Cette dernière était parfois précédée et suivie de cours plus réduites, présentant ainsi des étranglements pour la défense de la ville. Ce dispositif permettait aux défenseurs massés sur les remparts de déverser des projectiles sur les assaillants. Les passages d'accès entre les cours étaient couramment ornés de génies protecteurs en relief.
Les portes étaient des monuments imposants, souvent avec des tours, et parfois des accès en chicanes.
En Grèce, les bâtiments sacrés étaient érigés sur une colline fortifiée à laquelle donnait accès une porte monumentale (Mycènes, Tirynthe, Athènes). Homère dans son Iliade nous témoigne des portes légendaires de la ville de Troie, les portes Scées.
Avec les Romains, les portes des camps s'ouvraient sur les côtés ou aux extrémités des allées centrales.
Les portes des villes étaient souvent formées d'un ou plusieurs passages voûtés fortement défendus par des tours ; depuis la plus haute Antiquité, il s'y rattachait un ensemble de rites à valeur magique, dont les arcs de triomphe conservent le souvenir.

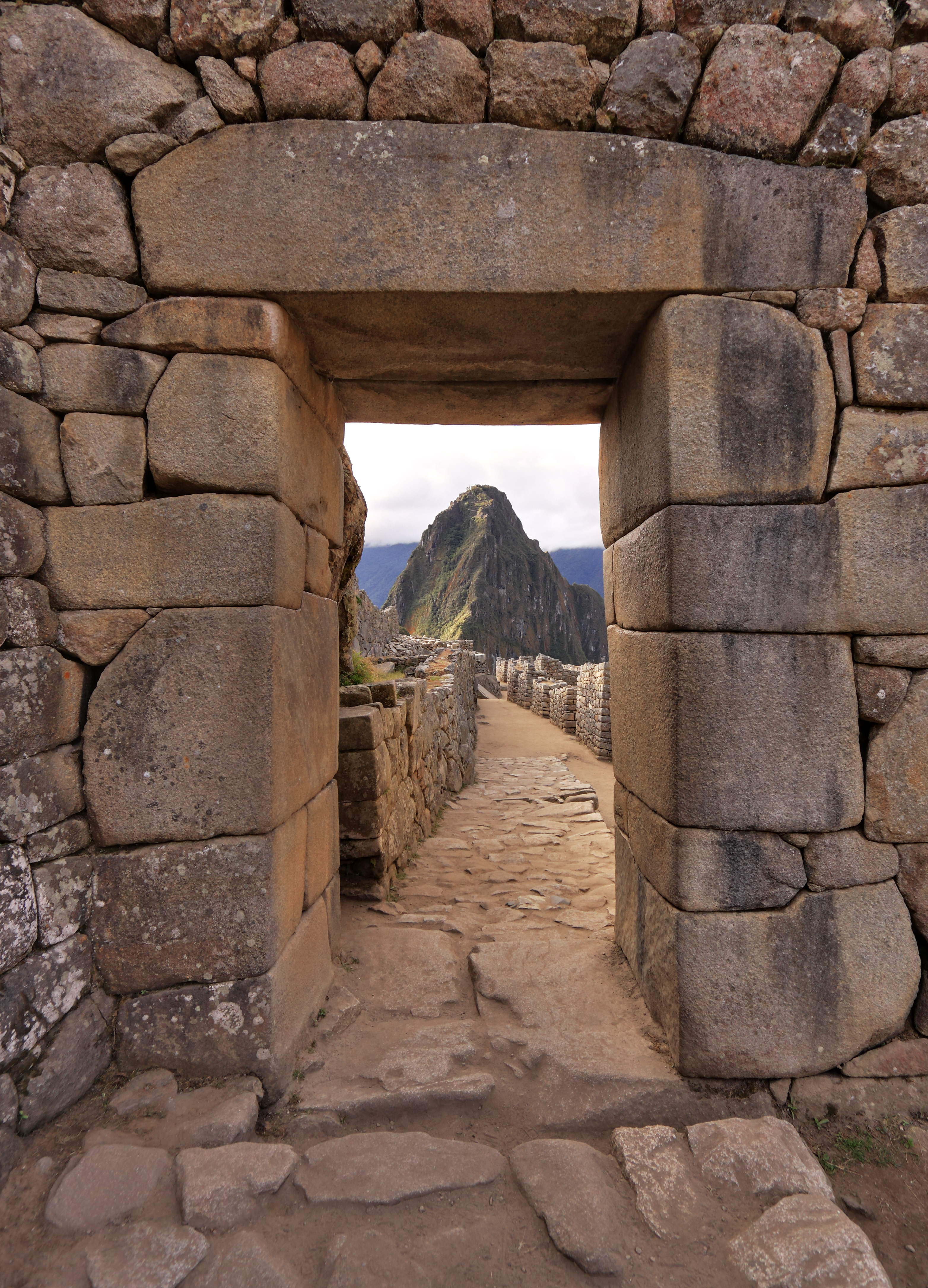
Vestiges de la porte donnant accès aux quartiers de la haute-classe Inca au Machu Picchu.
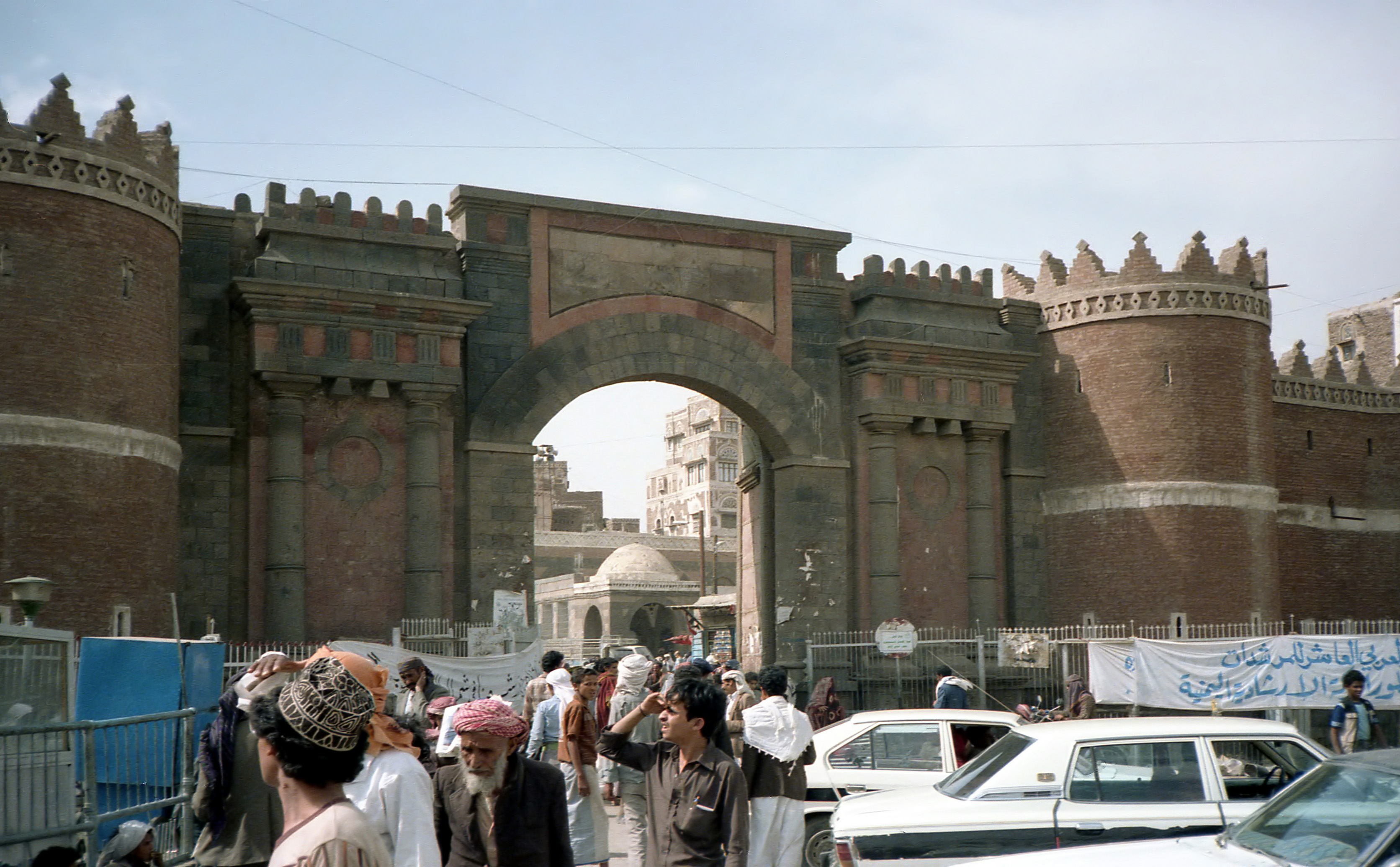
La porte Bab al Yémen à Sanaa, Yémen.
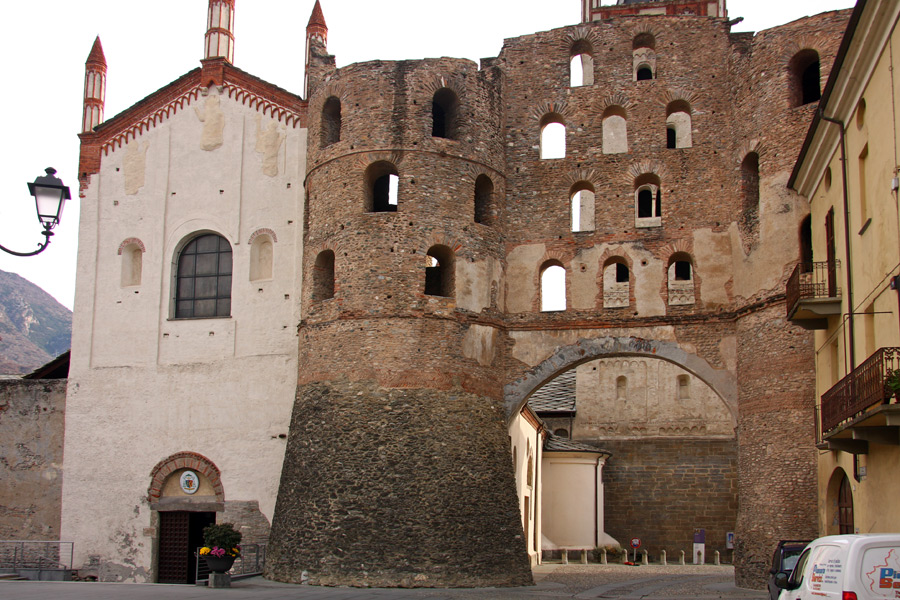
Porte Savoie de Suse en Italie, IIIe siècle.

### Moyen Âge
Les villes fortifiés ont des portes munies d'un important système défensif : créneaux, mâchicoulis, archères, assommoirs ; beaucoup de ces dispositifs flanquent encore les murailles qu'ils étaient chargés de défendre.

### Évolution vers la fortification moderne
La porte d'entrée d'un ouvrage fortifié a toujours été un point sensible nécessitant une défense particulière.
Dans la fortification ancienne, pont-levis et herses formaient obstacle et la défense se faisait par des tours encadrantes.
Dans la fortification bastionnée, la porte était placée au milieu de la courtine et couverte par la demi-lune.
Dans la fortification polygonale, elle était placée à la gorge, dont le tracé pseudo-bastionné assurait le flanquement.
Dans la fortification moderne, on trouve parfois deux portes par ouvrage ; l'une pour le personnel et l'autre pour les munitions. Elles se couvrent mutuellement de leurs feux, issus de blocs d'entrée bétonnés (comme la Ligne Maginot), et peuvent en outre être interdites par le feu d'ouvrages voisins.

## Portes de ville célèbres

### Allemagne
- La Holstentor de Lübeck.
- La porte de Brandebourg à Berlin.
- La Kuhtor à Rostock.
- La Porta Nigra de Trèves.

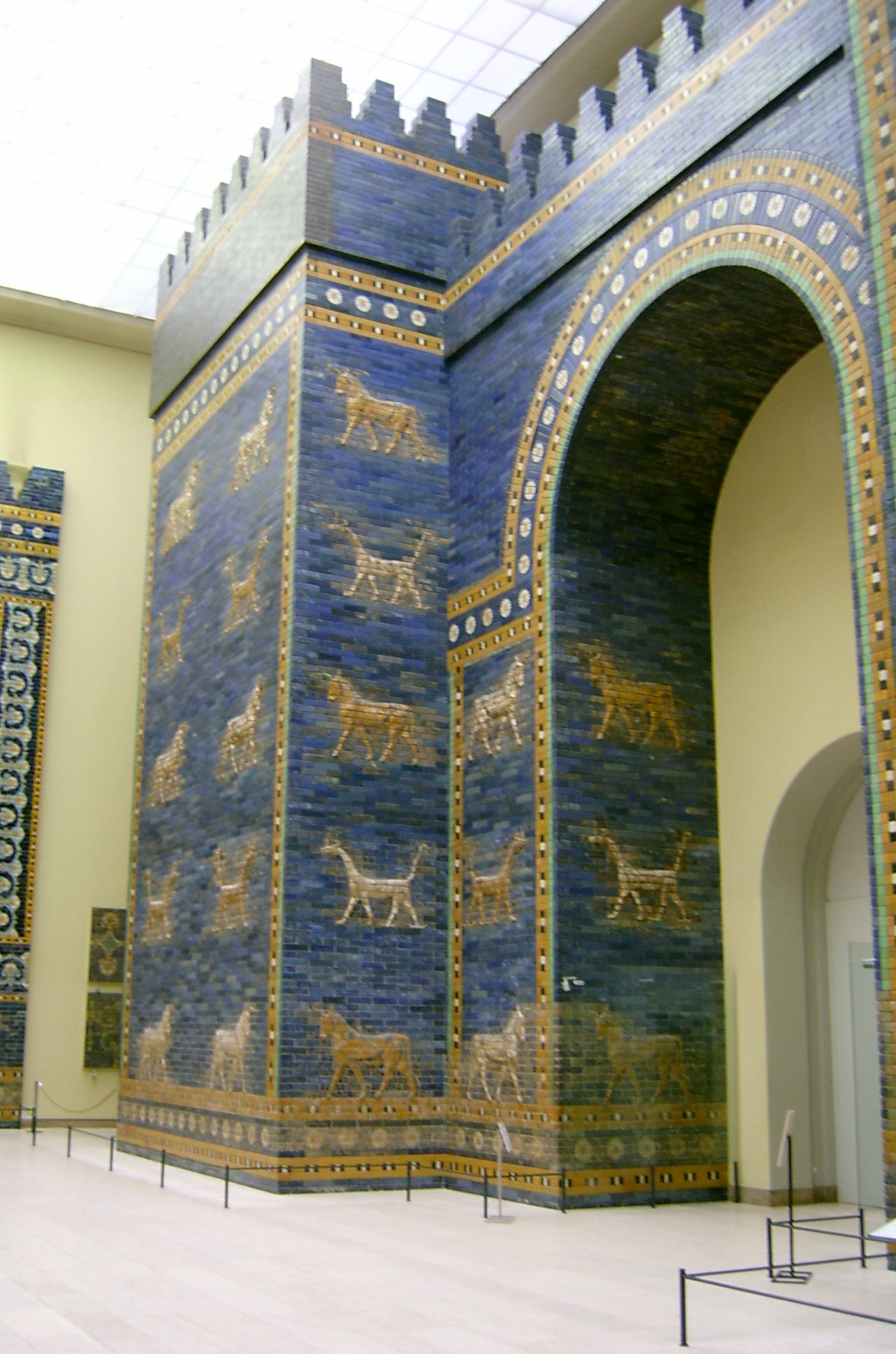
La porte d'Ishtar de Babylone construite vers -575 et exposée au musée de Pergame de Berlin.
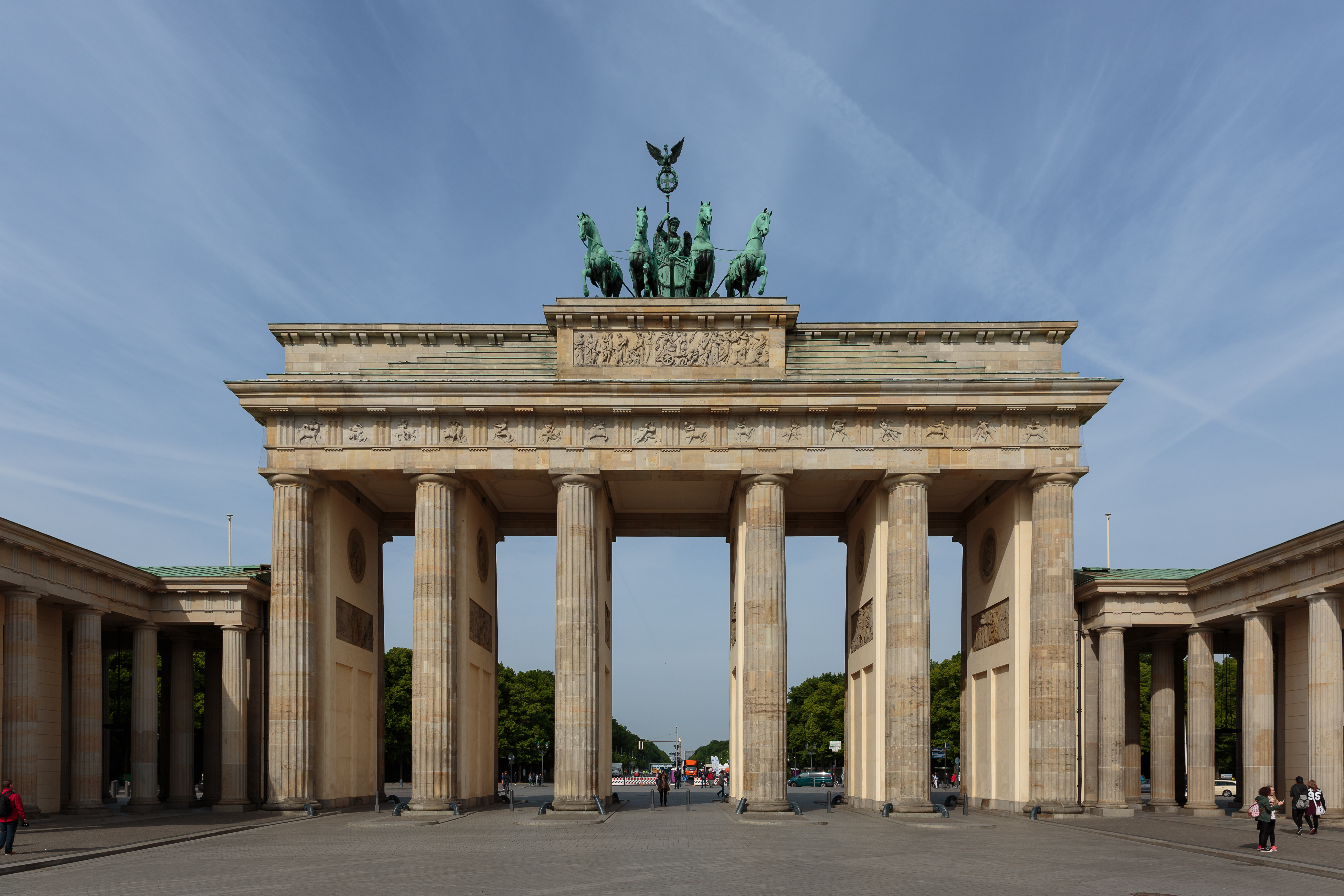
porte de Brandebourg à Berlin.
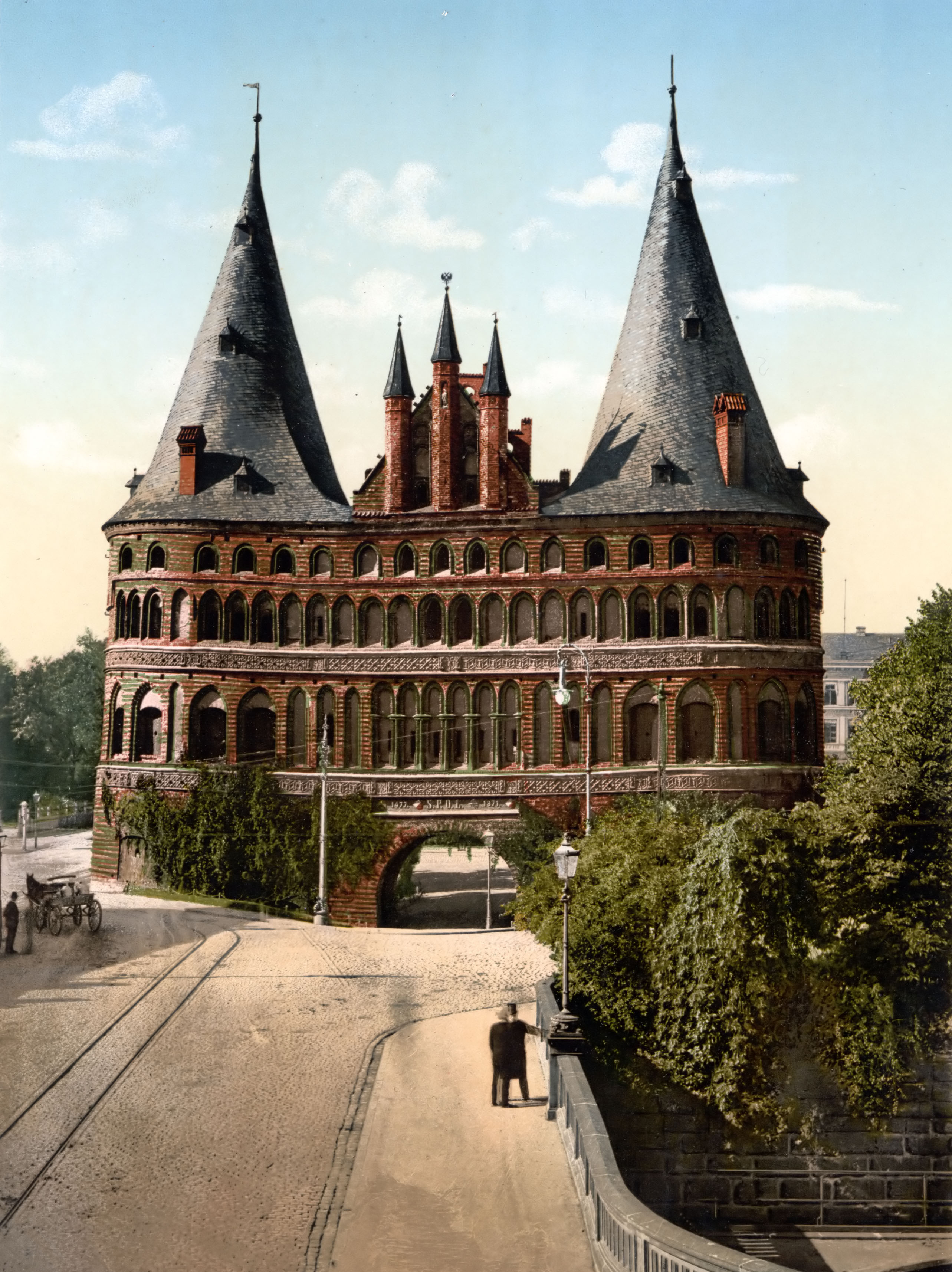
La Holstentor de Lübeck, en Allemagne, vers 1900.
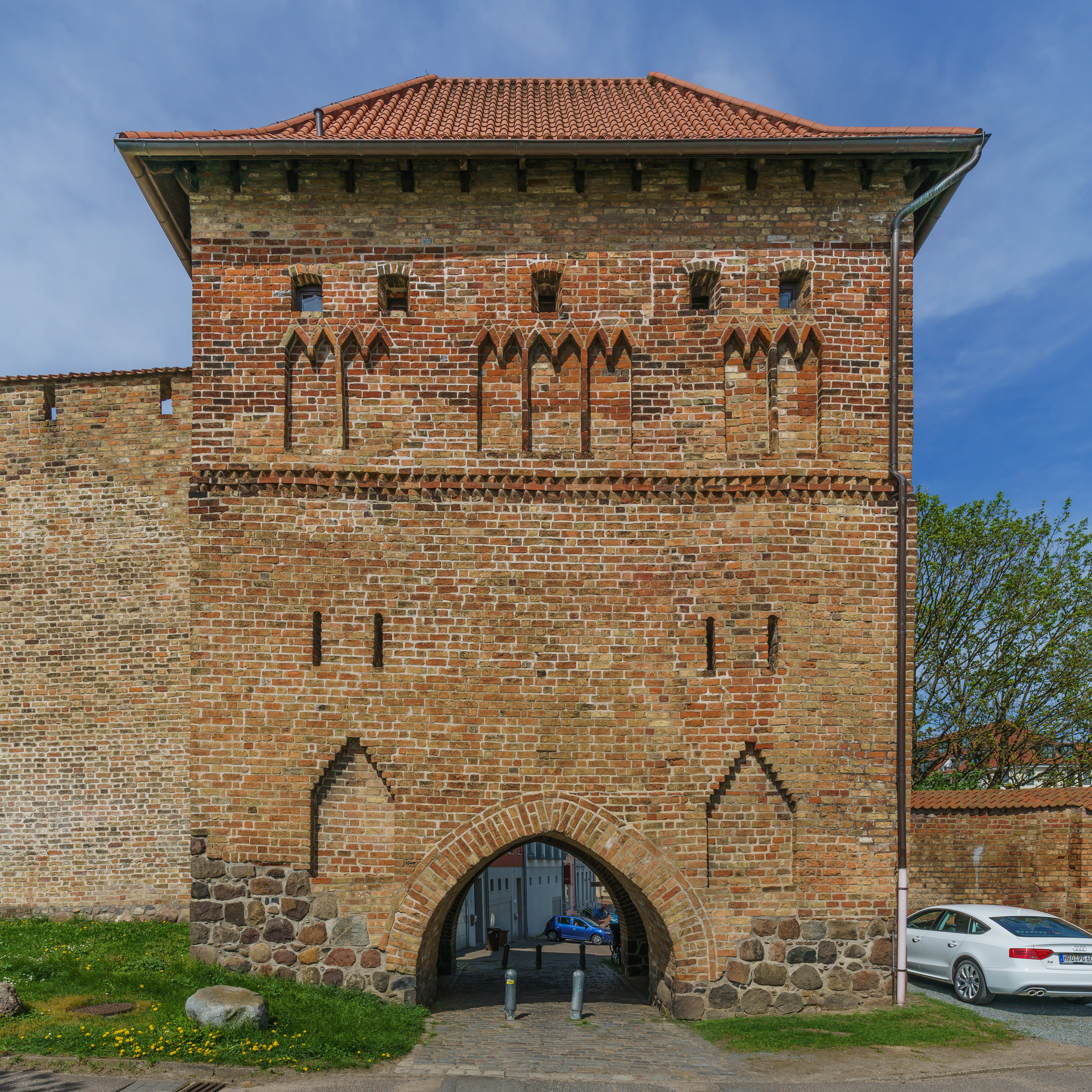
Kuhtor à Rostock.
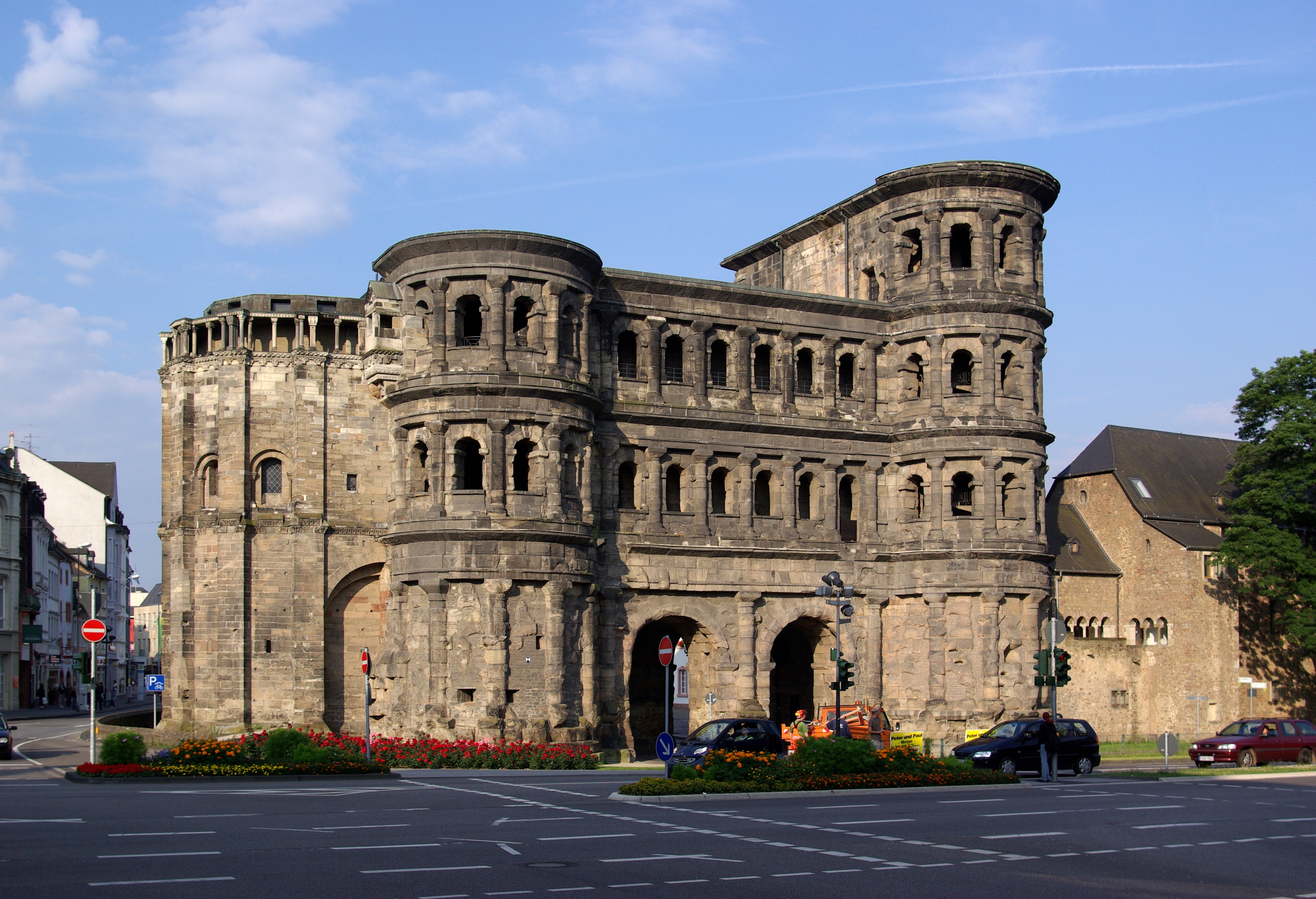
La Porta Nigra de Trèves.

### Belgique
- La porte Sainte-Croix (nl) (Kruispoort en Néerlandais) à Bruges.
- La porte de Hal à Bruxelles.
- La porte de Menin à Ypres.
- La porte de Trèves à Bastogne

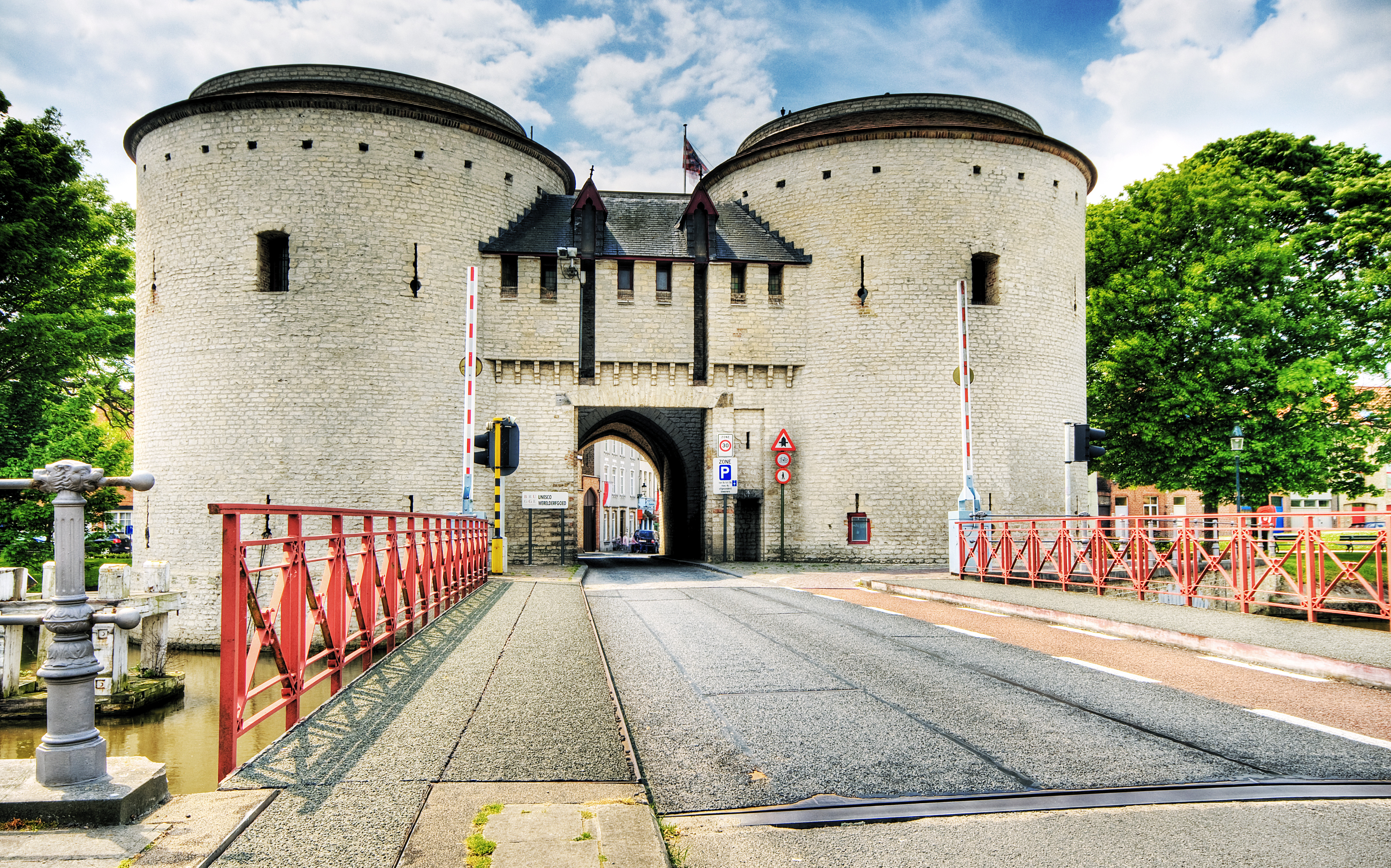
Porte Sainte-Croix (nl) à Bruges.
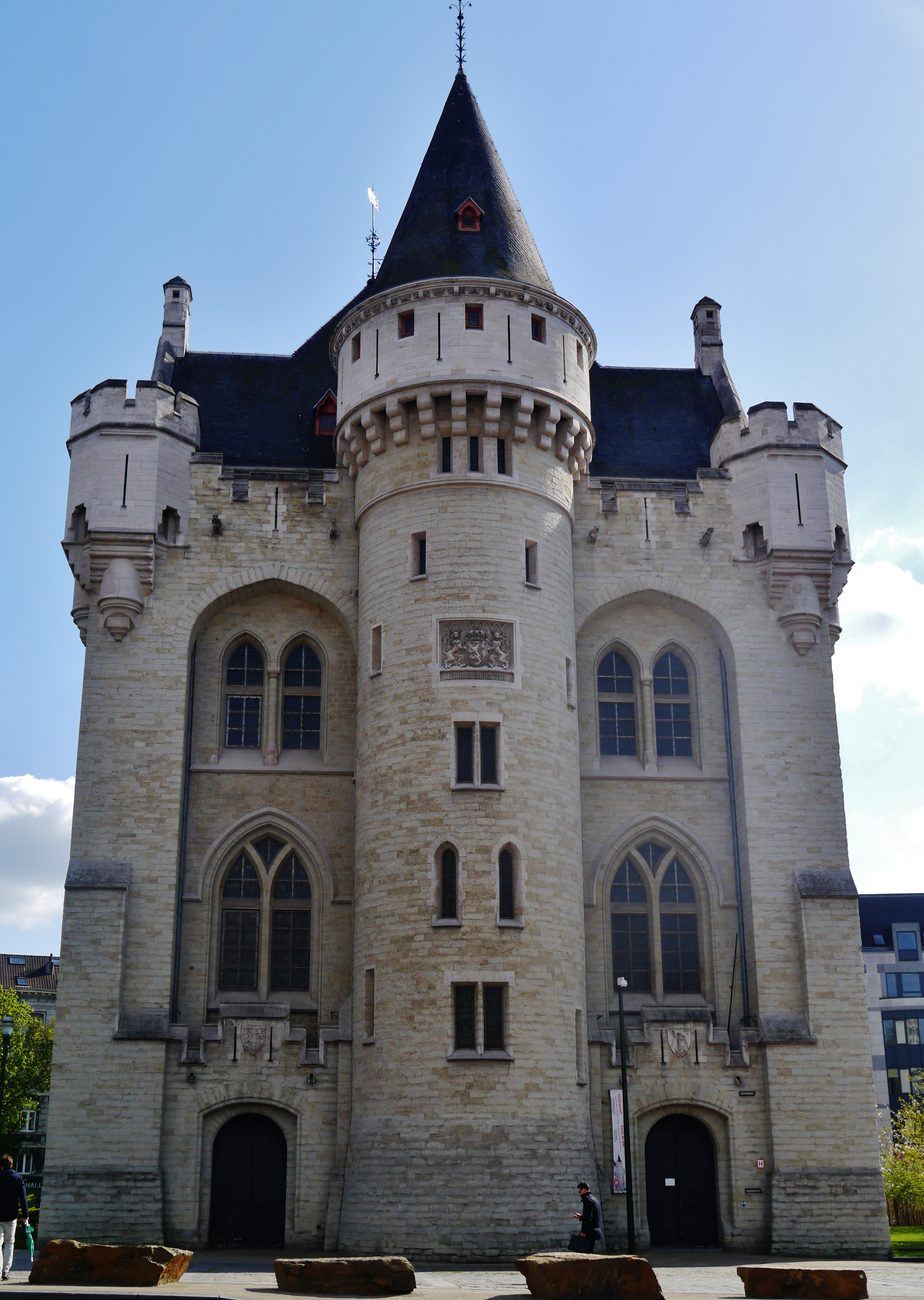
Porte de Hal à Bruxelles.
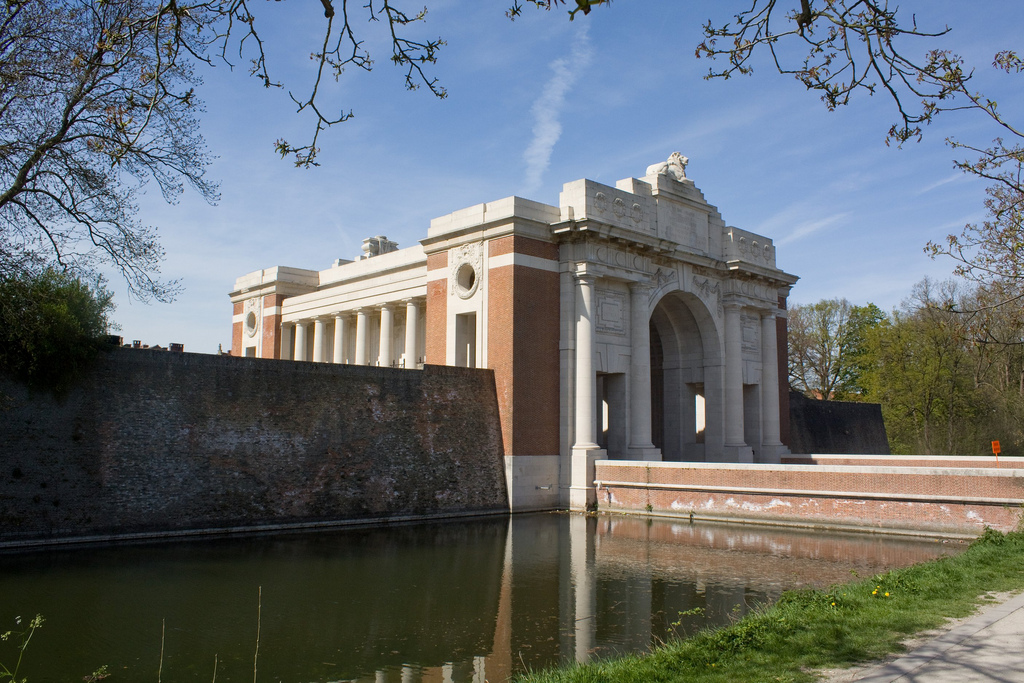
Porte de Menin à Ypres.
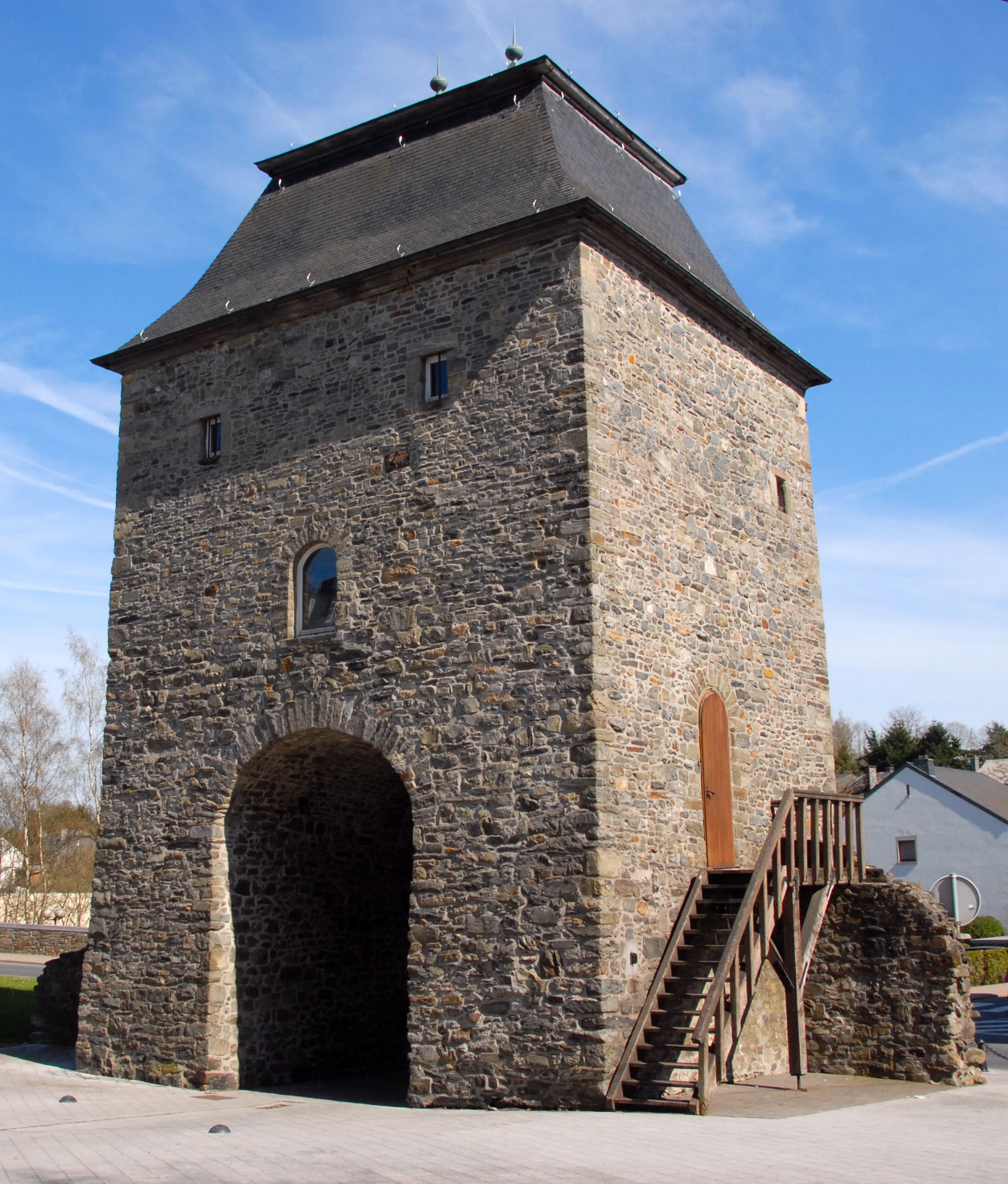
La porte de Trèves à Bastogne.

### Canada
- Les portes de Québec

### Chine
- Portas do Cerco à Macao.
- Zhengyangmen à Pékin.
- Porte de l'Harmonie Suprême à Pékin.

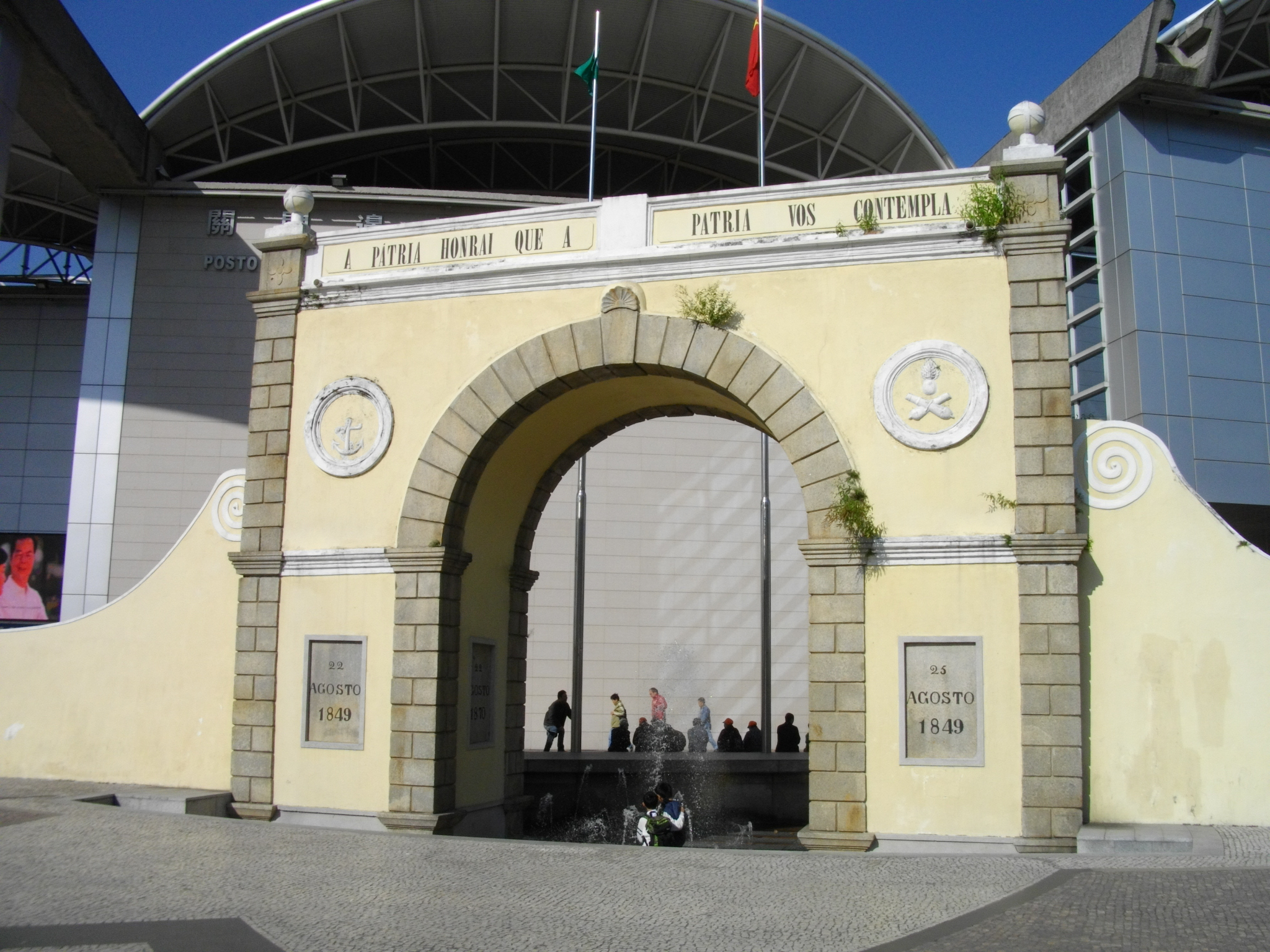
Portas do Cerco à Macao
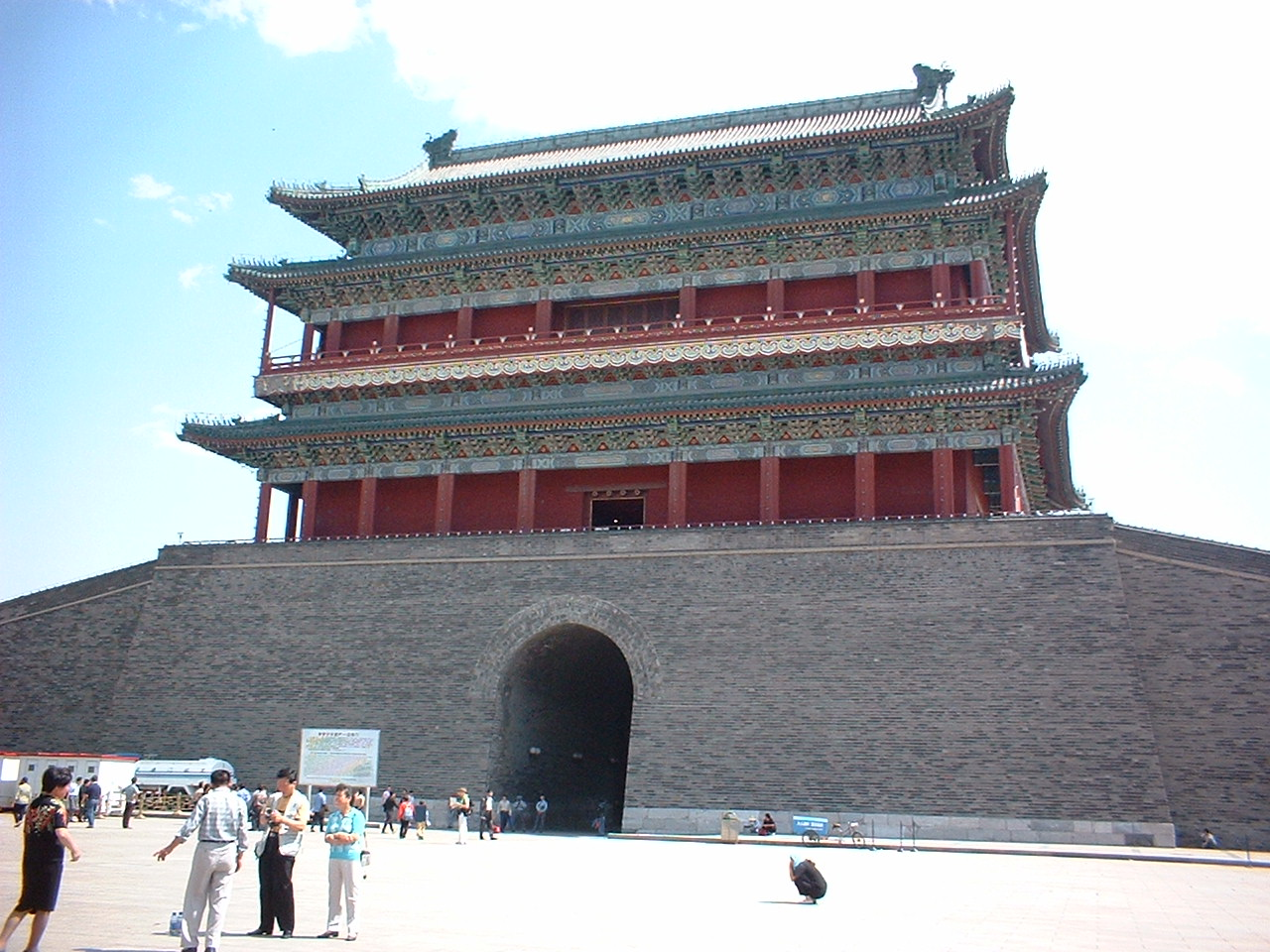
Zhengyangmen à Pékin.
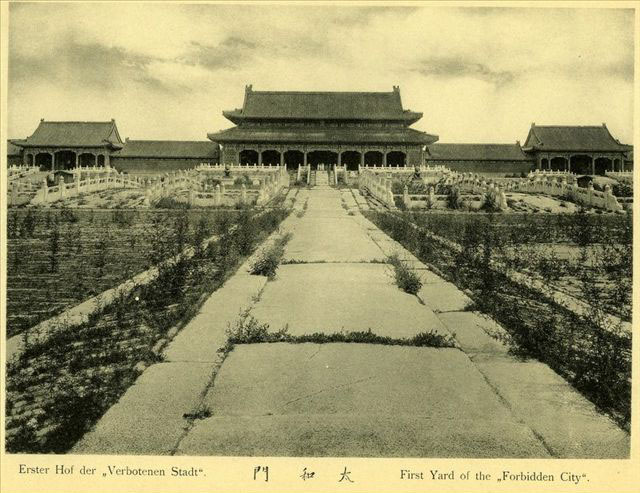
Porte de l'Harmonie Suprême à Pékin.

### Corée du Sud
- Dongdaemun à Séoul.
- Namdaemun à Séoul.

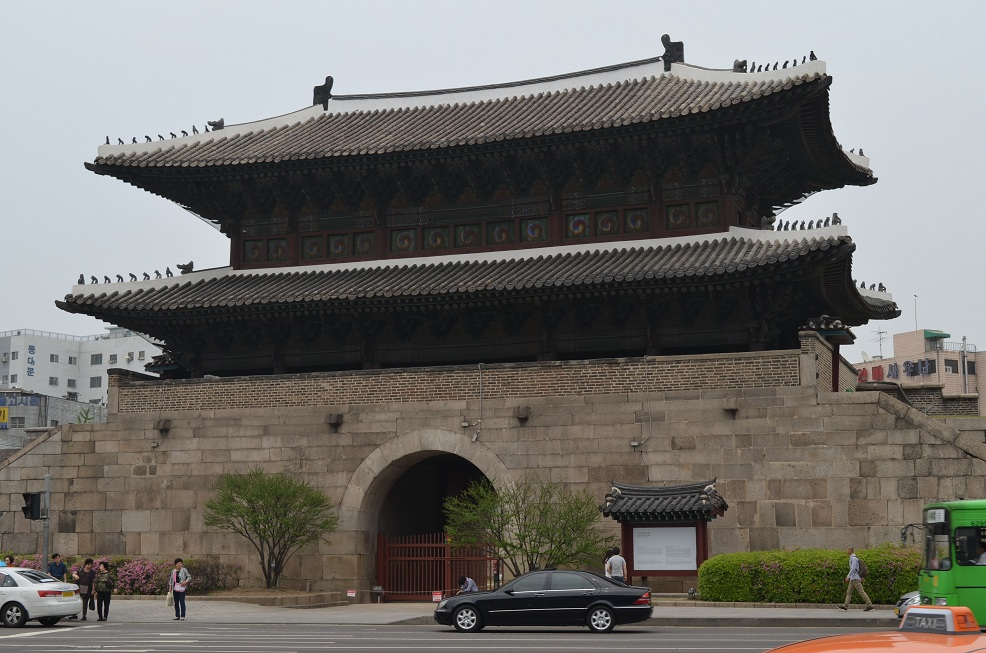
Dongdaemun, la grande porte de l'Est à Séoul.
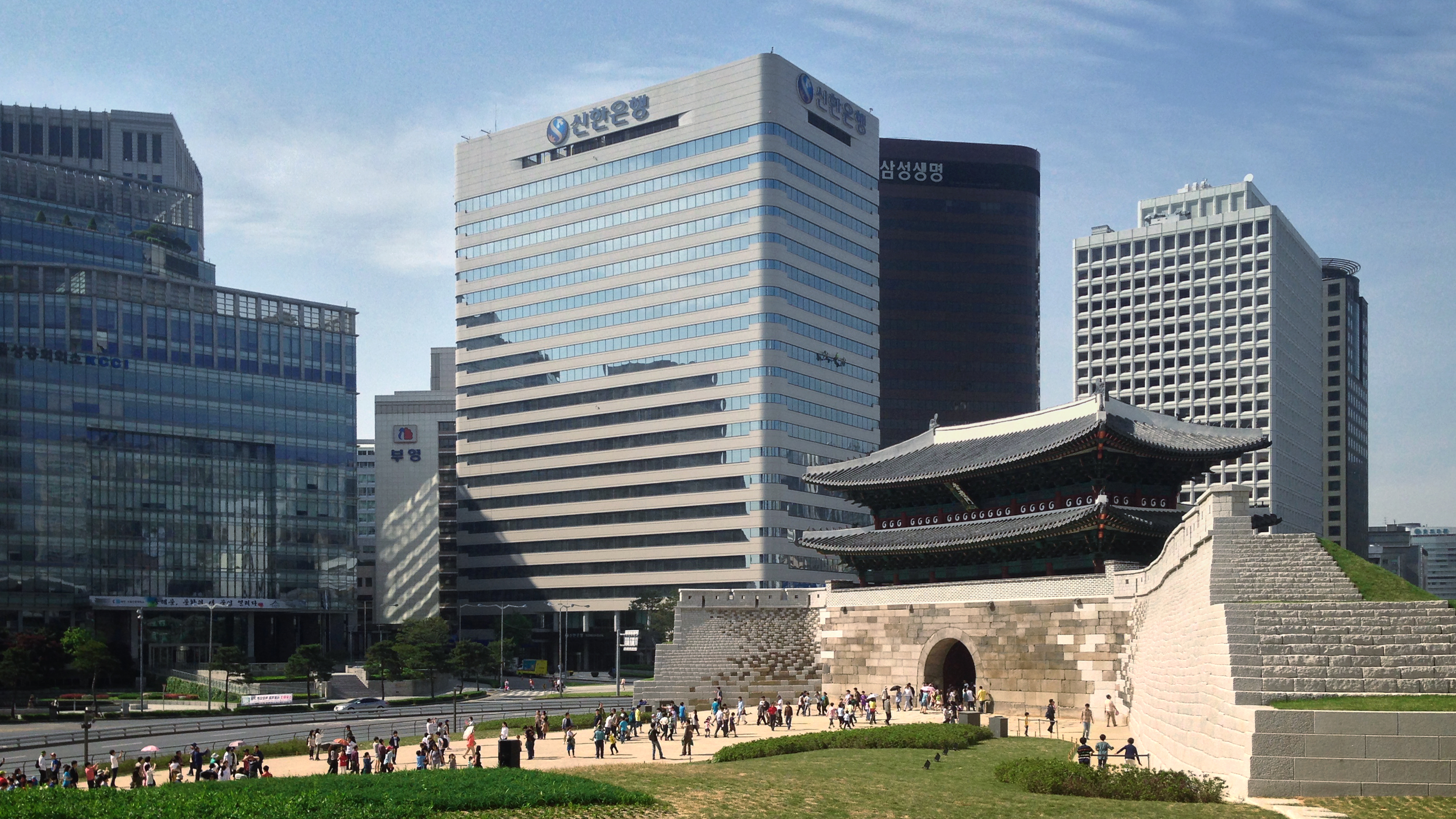
Namdaemun à Séoul.

### Espagne

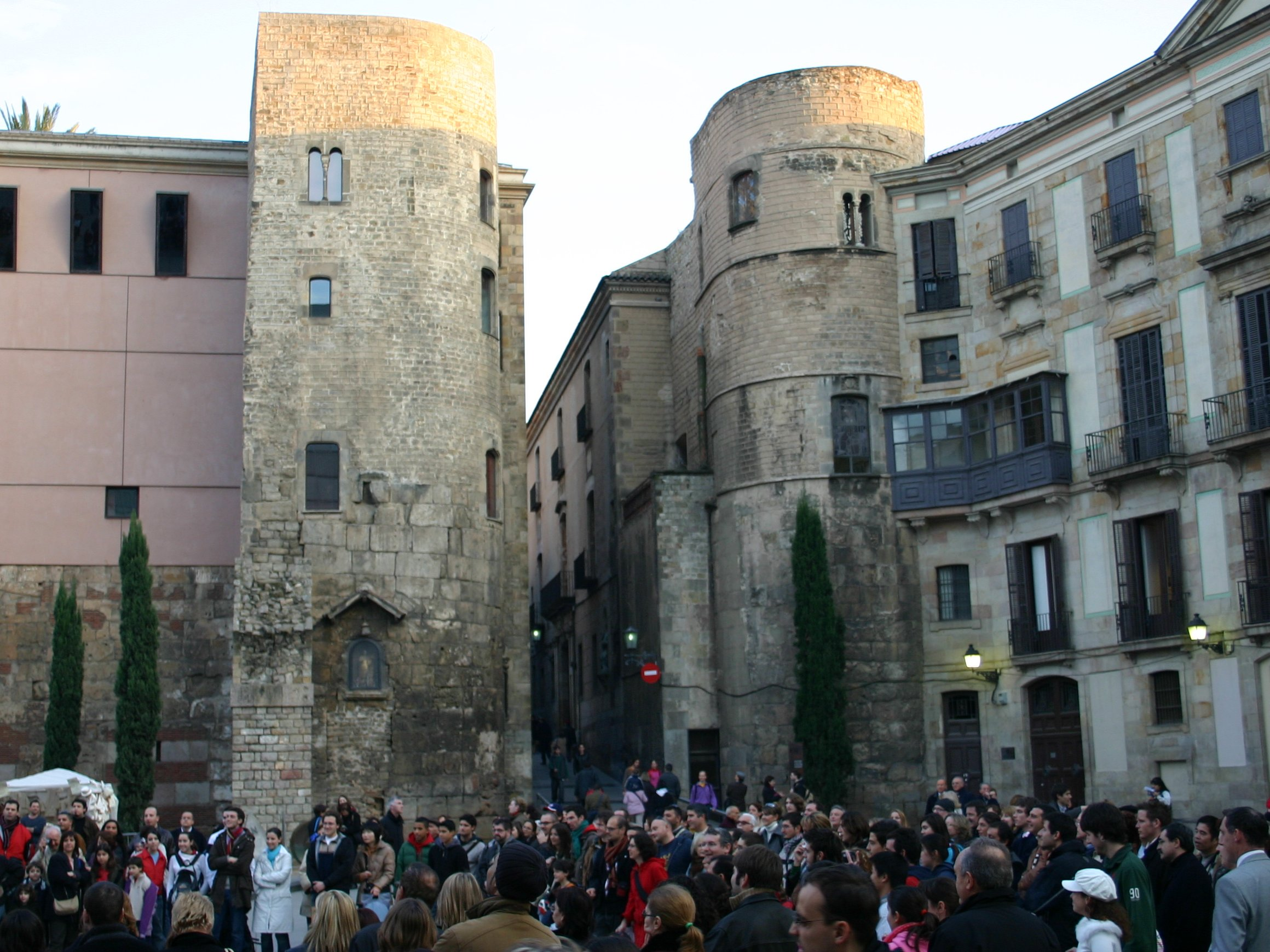
Portal del Bisbe à Barcelone.
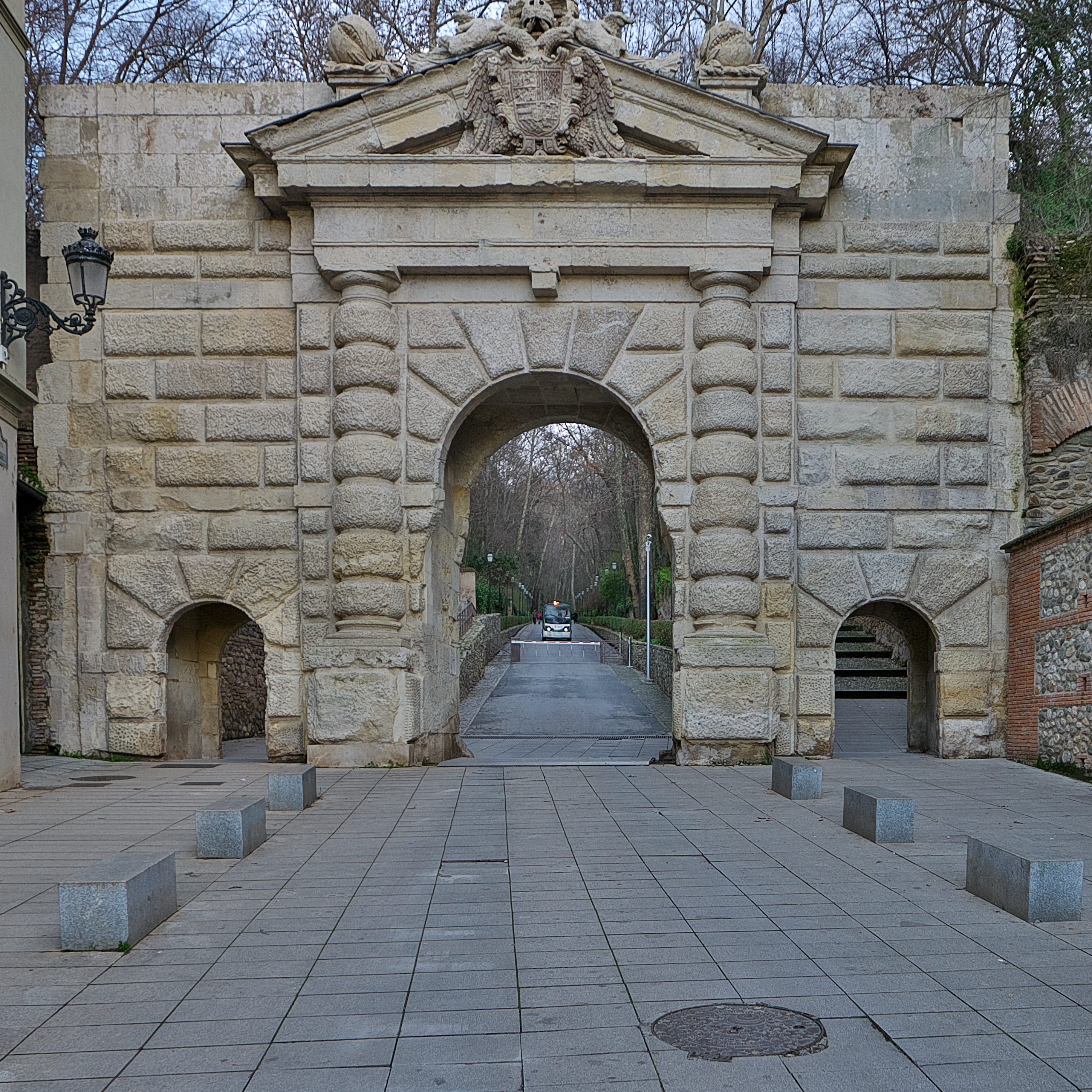
Porte des Grenades à Grenade.
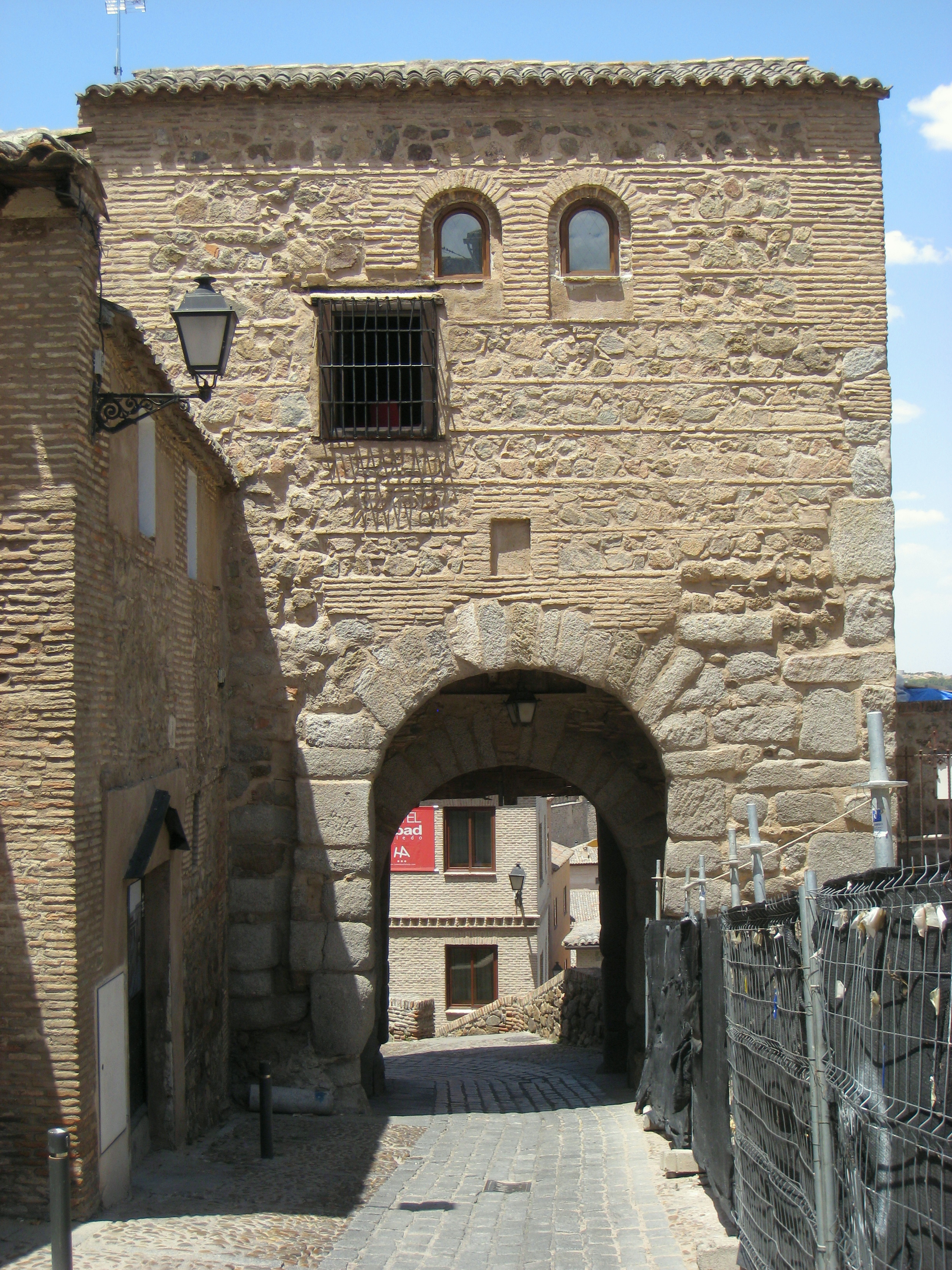
Porte Bab al-Mardum à Tolède.
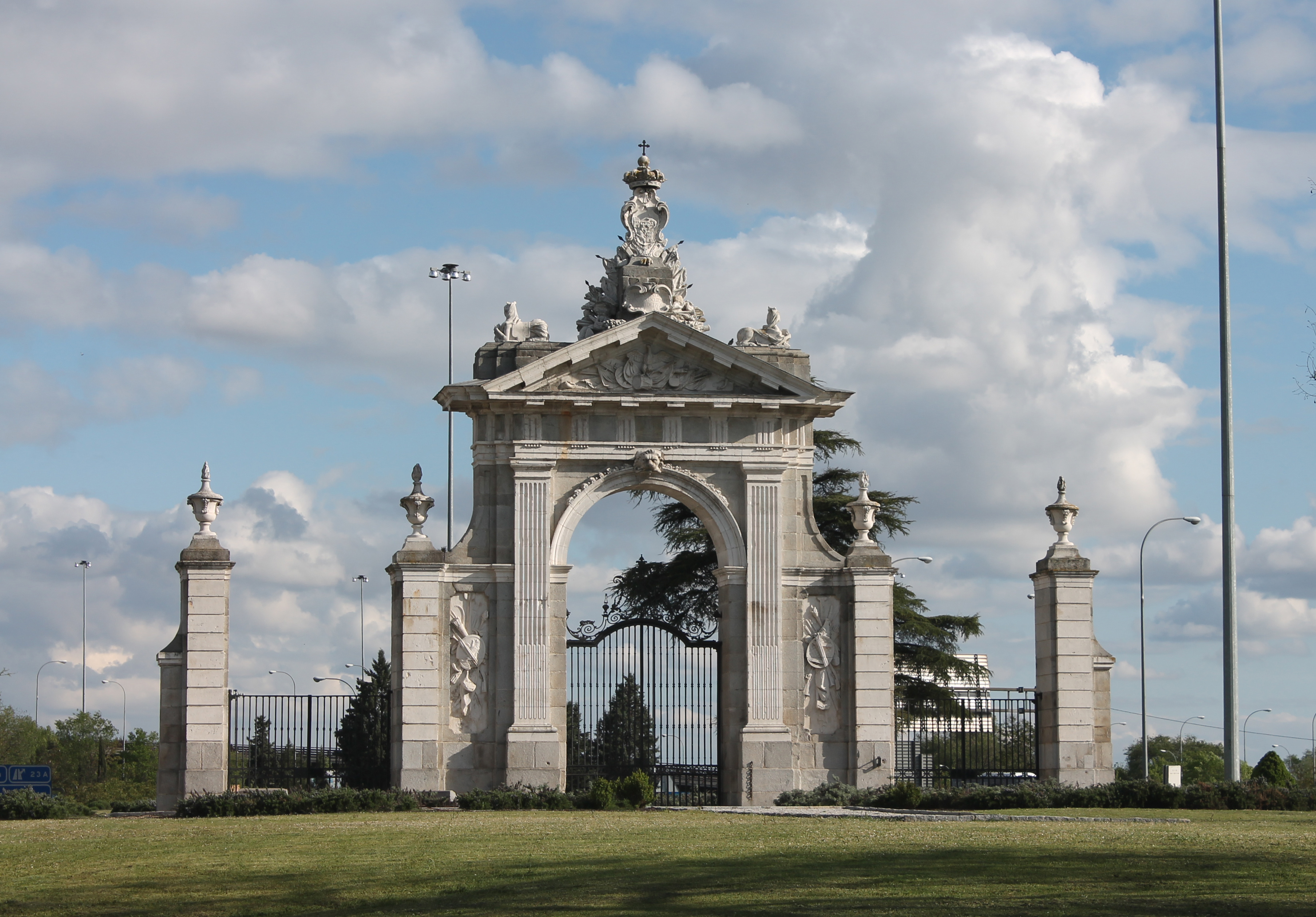
Puerta de Hierro à Madrid.
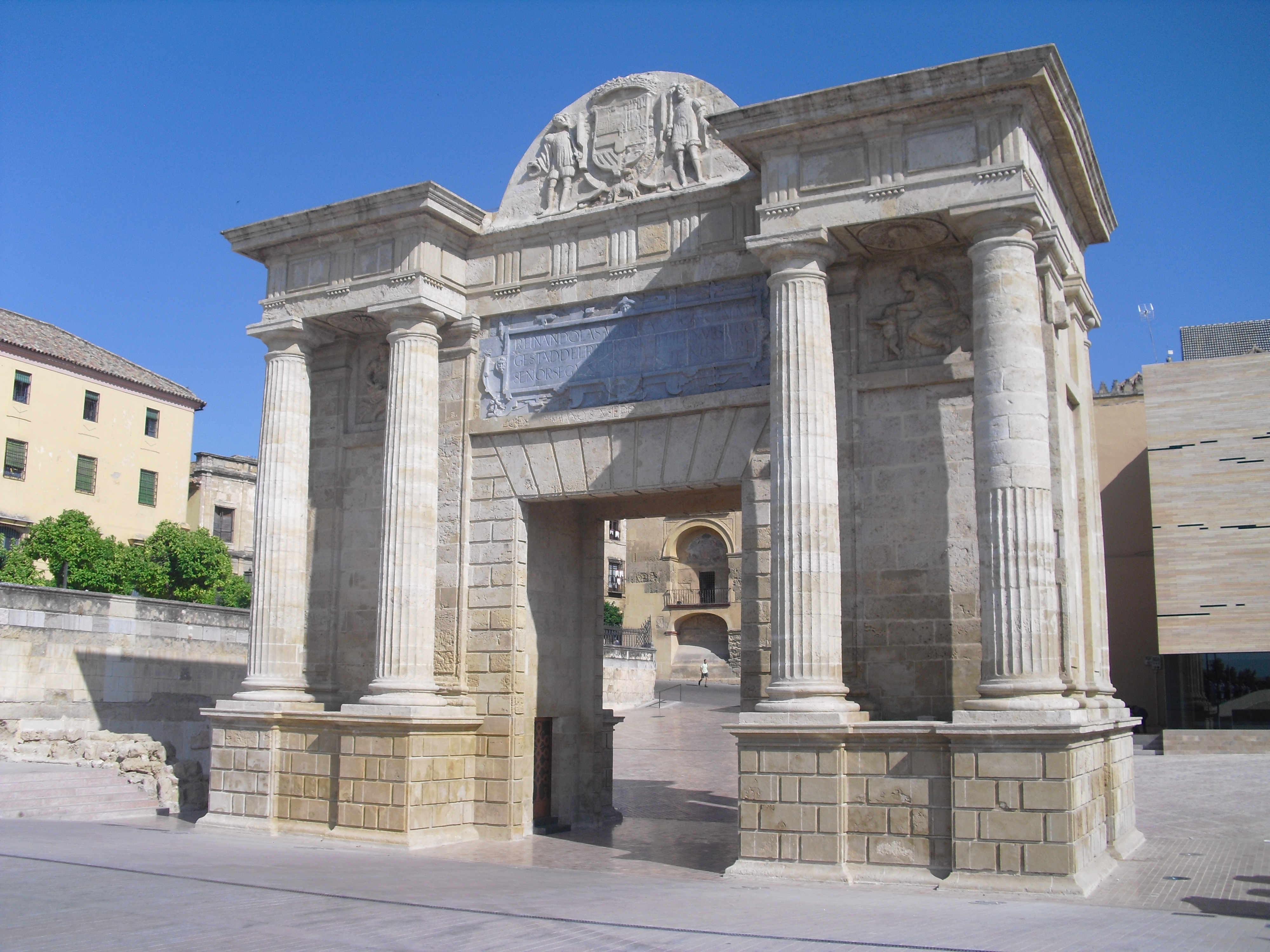
Porte du Pont à Cordoue.

- Portal del Bisbe à Barcelone.
- Porte des Grenades à Grenade.
- Porte Bab al-Mardum à Tolède.
- Puerta de Hierro, à Madrid.
- Porte du Pont, à Cordoue.

### France
- La porte d'Arroux à Autun.

Les portes de Besançon :
- - La porte Noire ;
  - La porte Taillée ;
  - La porte Rivotte.

- La porte de Strasbourg à Bitche.

- Les portes de Bordeaux :
  - la porte Saint-Eloi, dite de la Grosse Cloche
  - la porte Cailhau ;
  - la porte Dijeaux ;
  - la porte d'Aquitaine ;
  - la porte de la Monnaie ;
  - la porte de Bourgogne.
- La Porte Sainte-Croix de Châlons-en-Champagne ;
- Les portes de Cambrai :
  - la porte Notre-Dame ;
  - la porte de Paris ;
  - la Tour des Arquets.

- La porte gallo-romaine de Andemantunnum à Langres

- La porte Beucheresse à Laval.

- Les portes de Lille

- Les portes de Manosque :
  - la porte de la Saunerie
  - la porte du Soubeyran
  - la porte Guillempierre
  - la porte d'Aubette

- La porte de Bourgogne et là porte à Mézières.

- La porte des Allemands et la porte Serpenoise à Metz.
- La porte d'Aix à Marseille.
- Les portes de Nancy :
  - la porte de la Citadelle;
  - la porte de la Craffe ;
  - la porte Désilles ;
  - la Porte Saint-Georges ;
  - la Porte Saint-Nicolas ;
  - la porte Sainte-Catherine ;
  - la porte Stanislas.

- La porte Saint-Pierre à Nantes

- La porte d'Auguste, à Nîmes.

- Les portes de Paris :
  - la porte Saint-Denis ;
  - la porte Saint-Martin.

- La porte Saint-Joseph à Pierrevert.

- Les portes de Reims
  - la porte Bazée ;
  - la porte Mars (ou porte de Mars) ;
  - la porte de Paris.
- La porte Mordelaise sur les remparts de Rennes.
- Les portes de La Rochelle :
  - la porte de la Grosse Horloge
  - la porte Dauphine
  - la porte Royale
  - la porte des deux Moulins
  - la porte Maubec
  - la porte de Cougnes
- La Porte Horloge à Vire.
- La porte d'Embas à Vitré

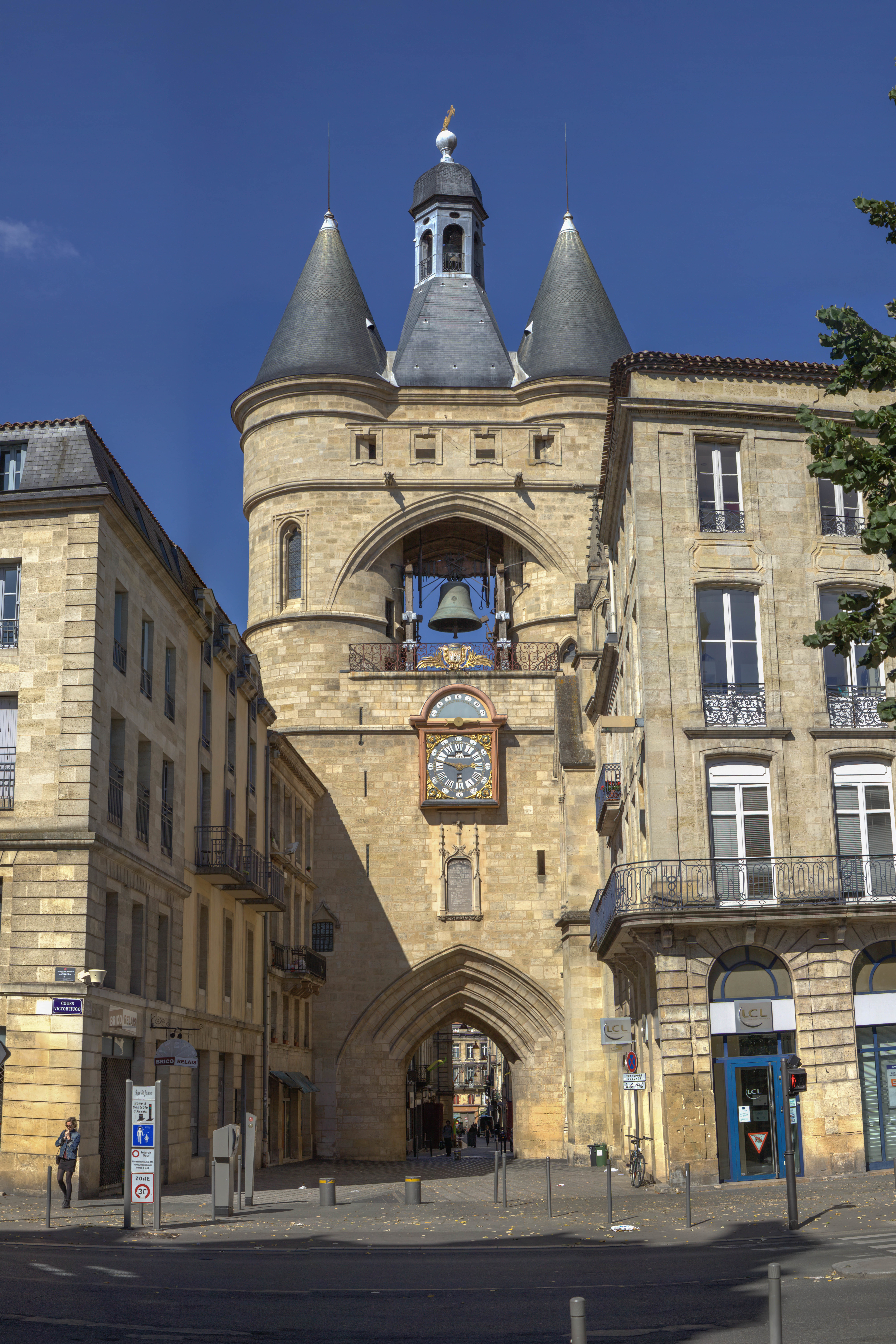
Porte Saint-Éloi à Bordeaux, dite Grosse cloche.
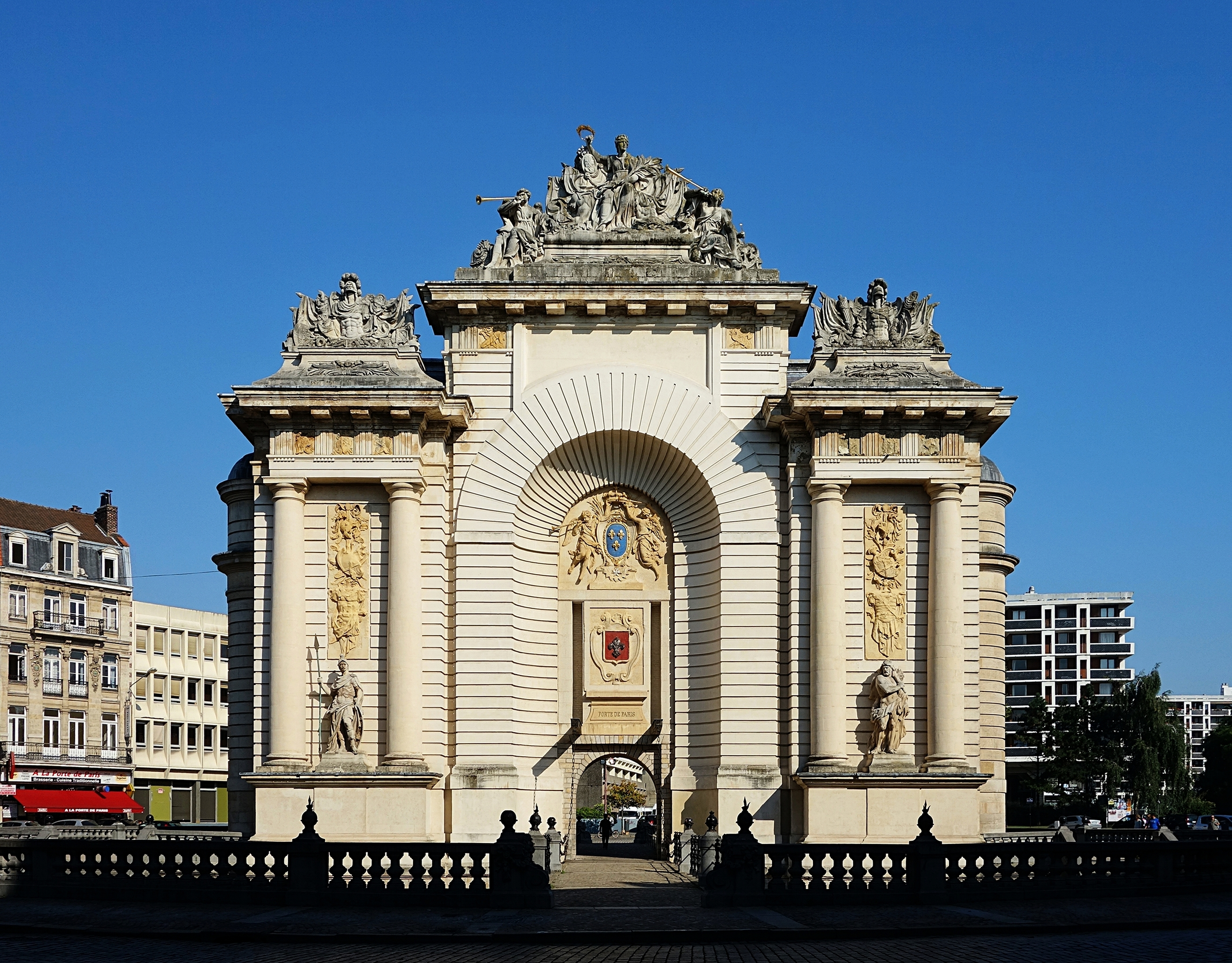
La porte de Paris à Lille.
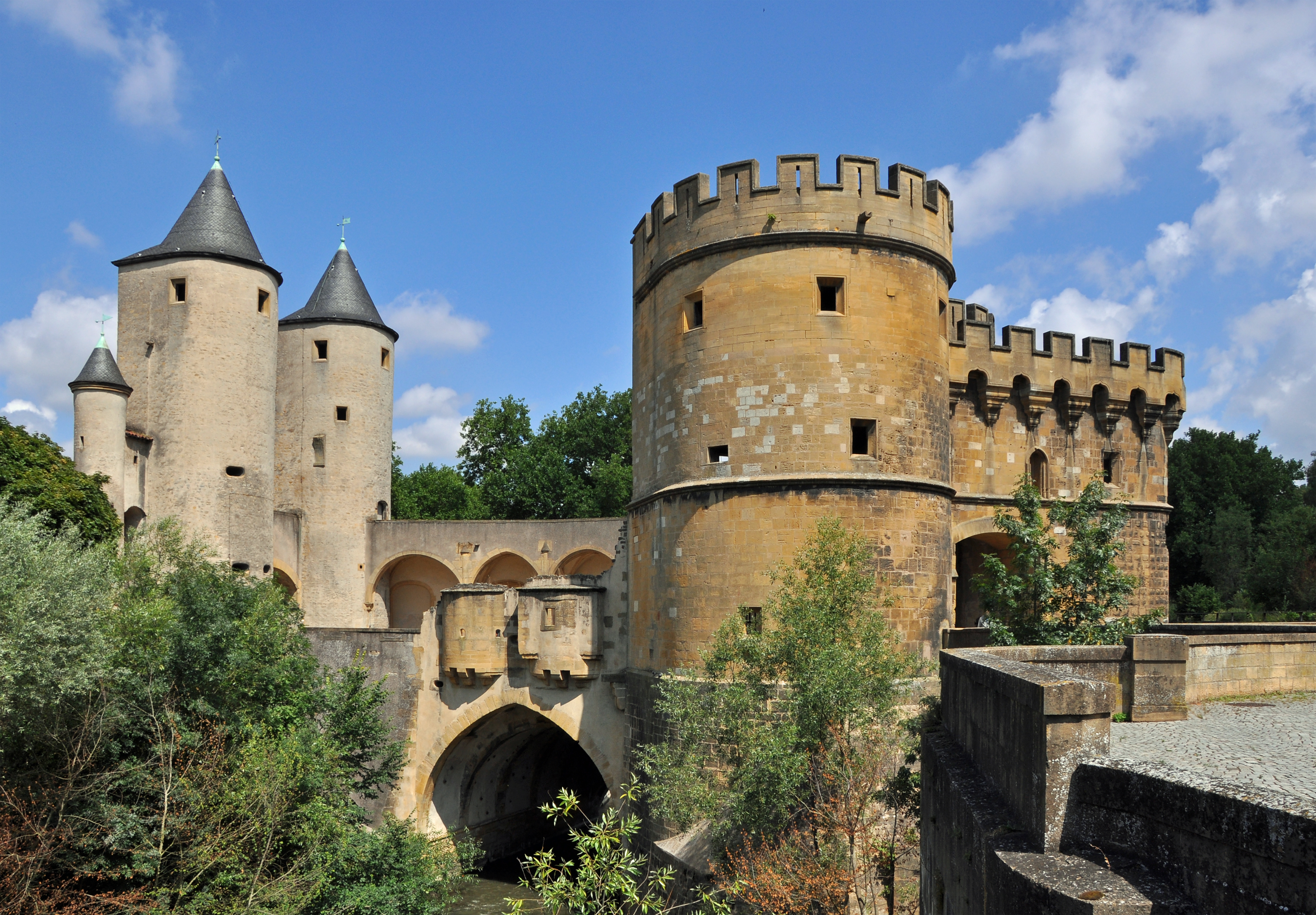
La porte des Allemands à Metz.
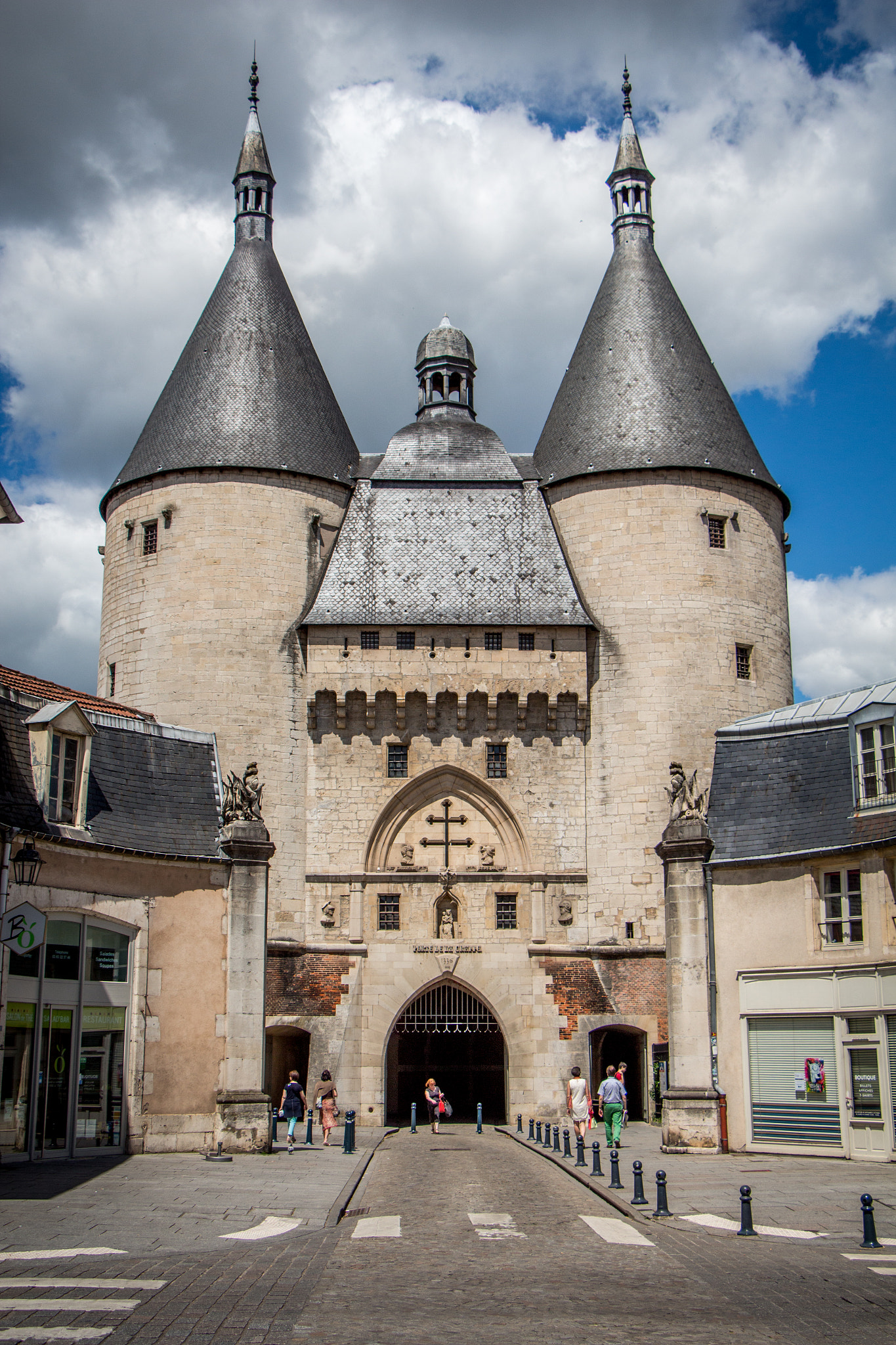
La porte de la Craffe à Nancy.
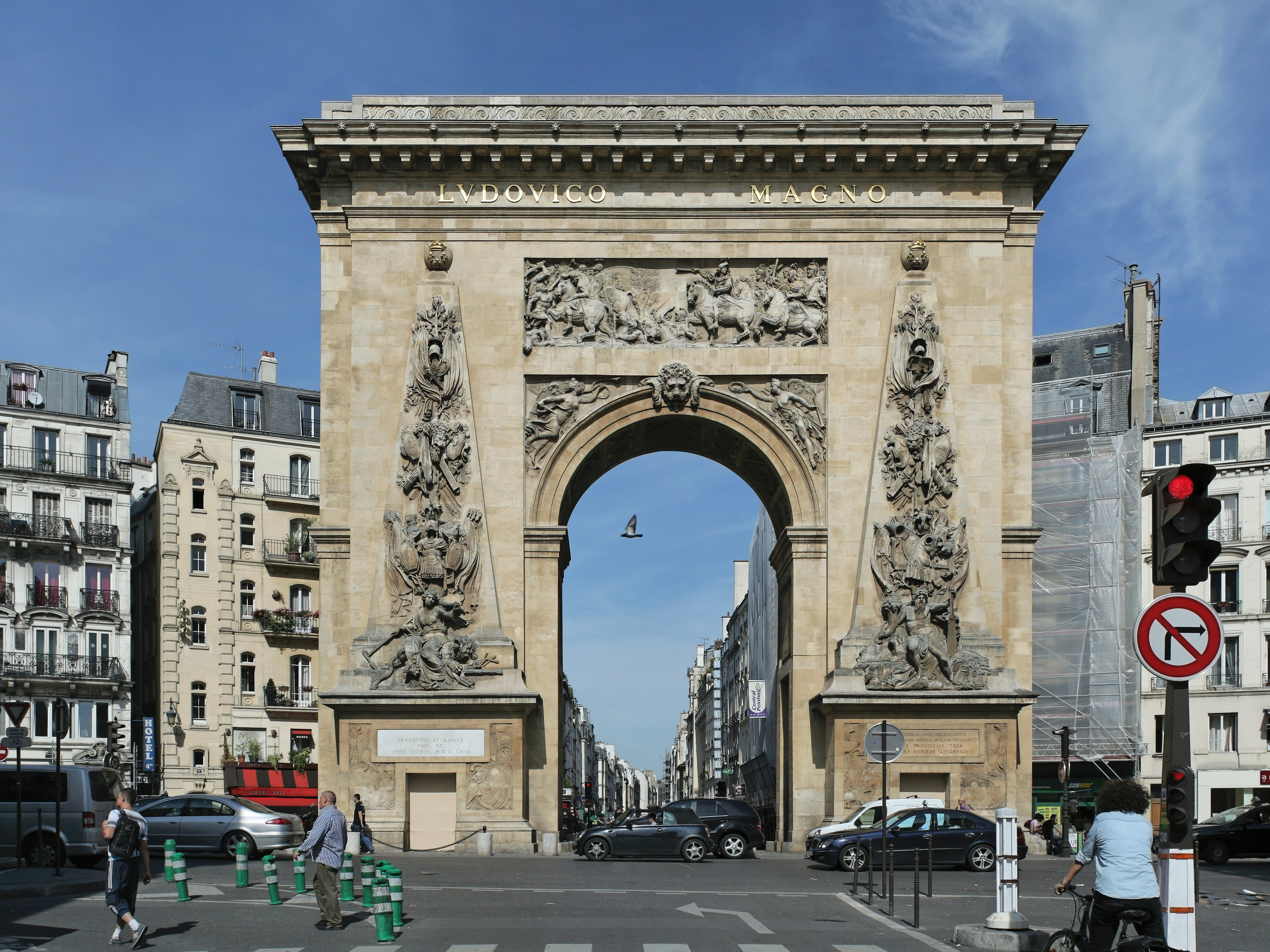
Porte Saint-Denis à Paris.
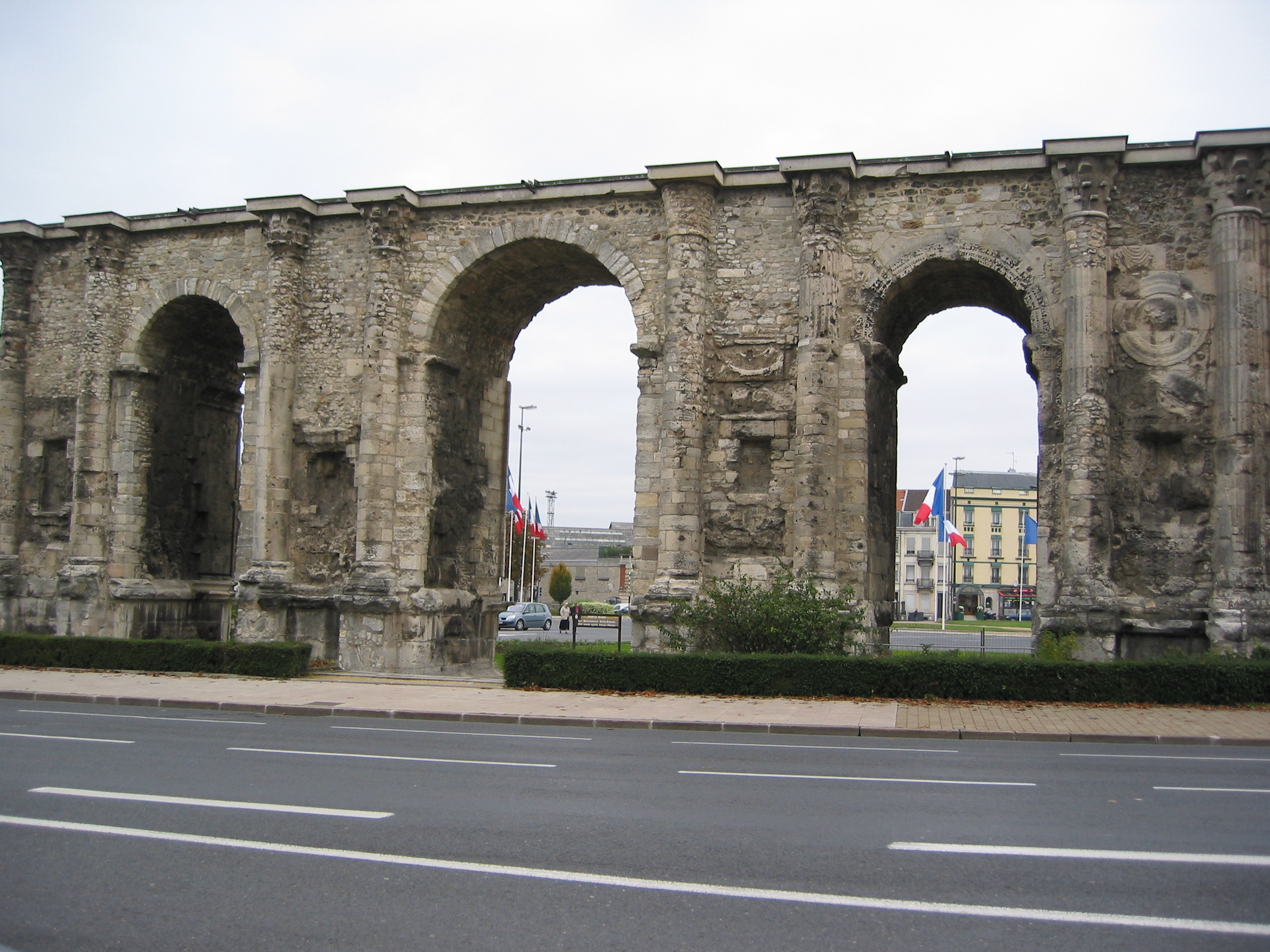
La porte Mars à Reims, plus large arc du monde romain connu.
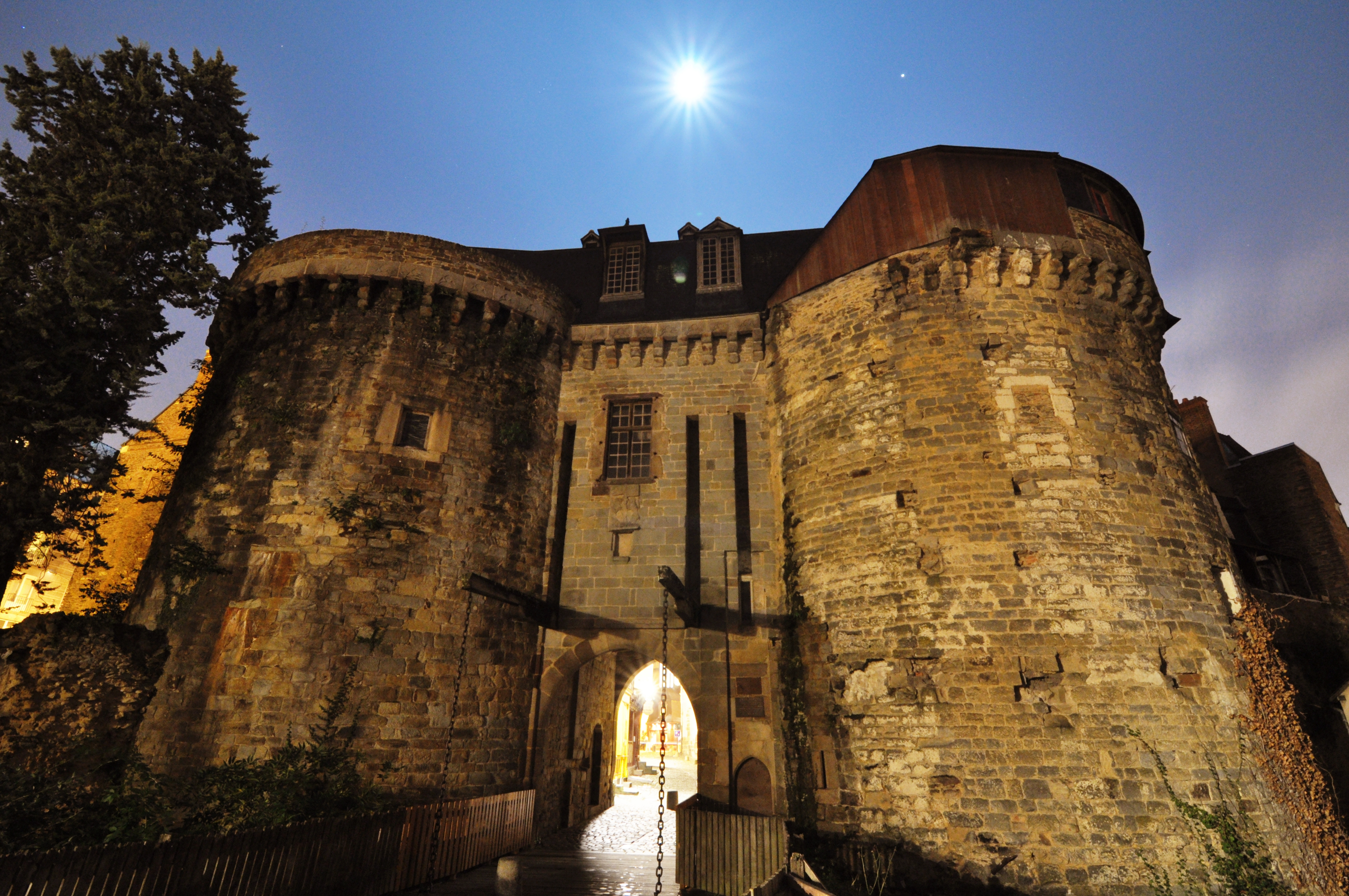
La porte Mordelaise à Rennes.

### Italie
- La Porta Paola à Ferrare
- La Porte Adriana à Ravenne
- La Muraille Servienne à Rome

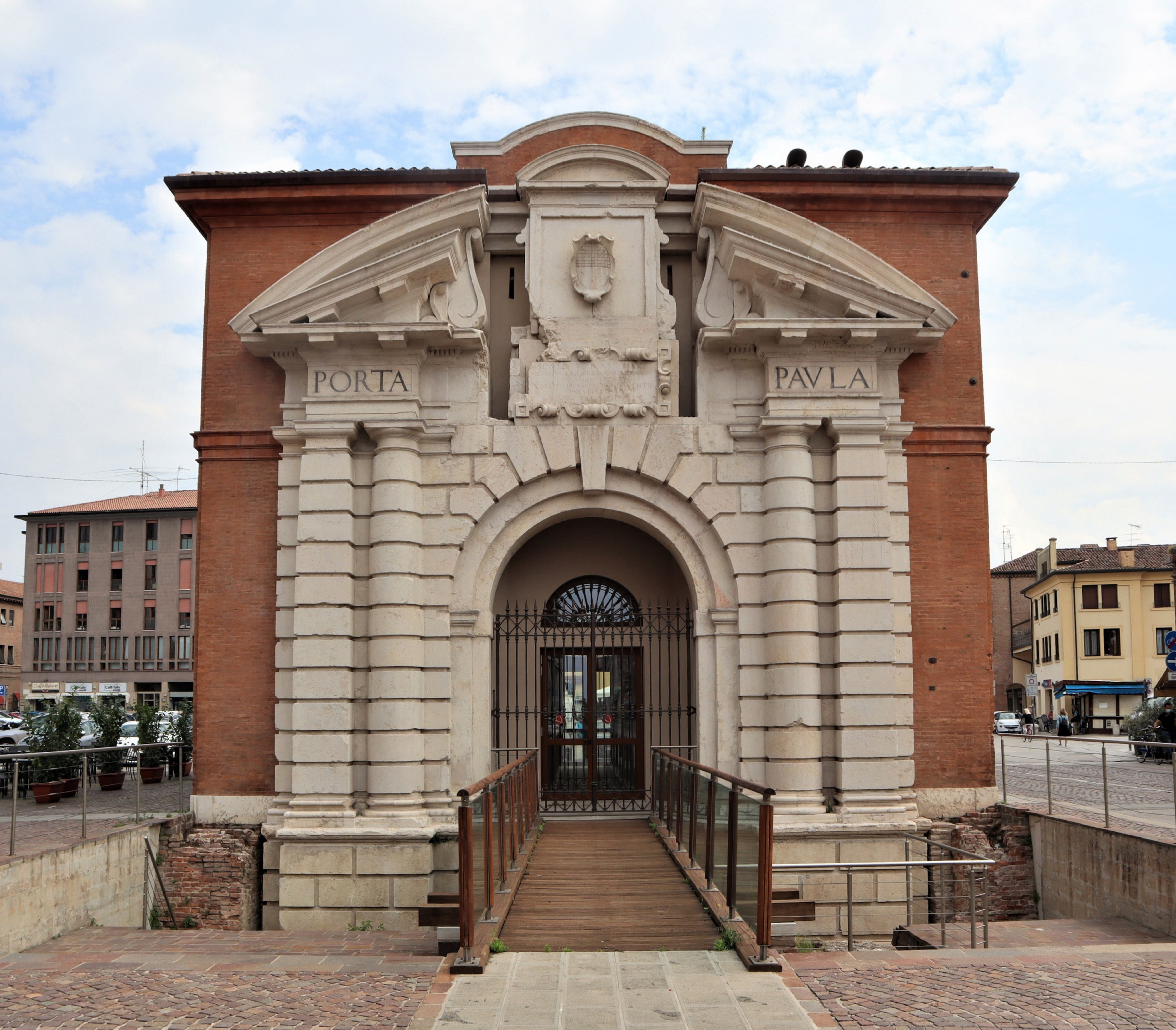
Porta Paola à Ferrare.
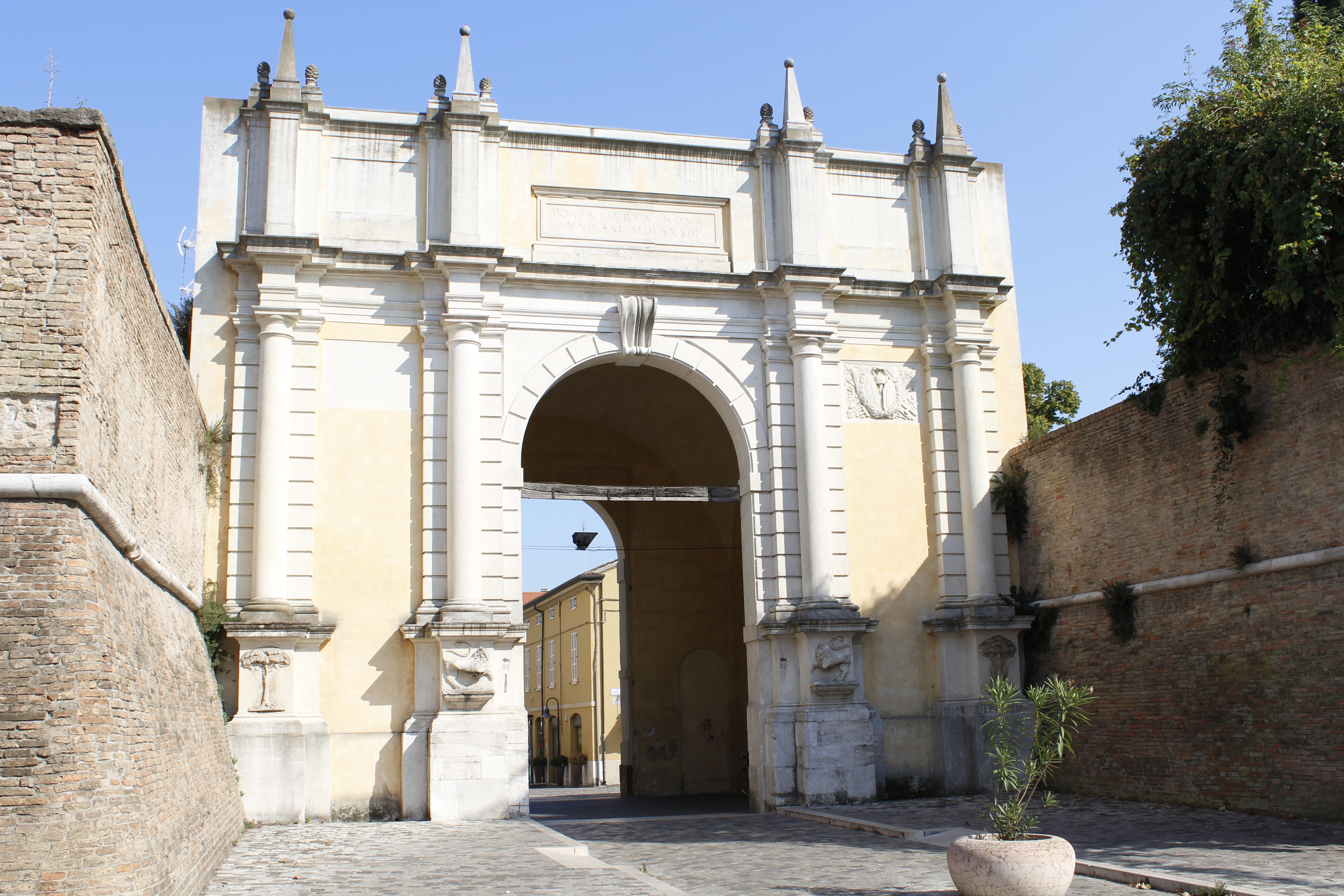
Porte Adriana à Ravenne.
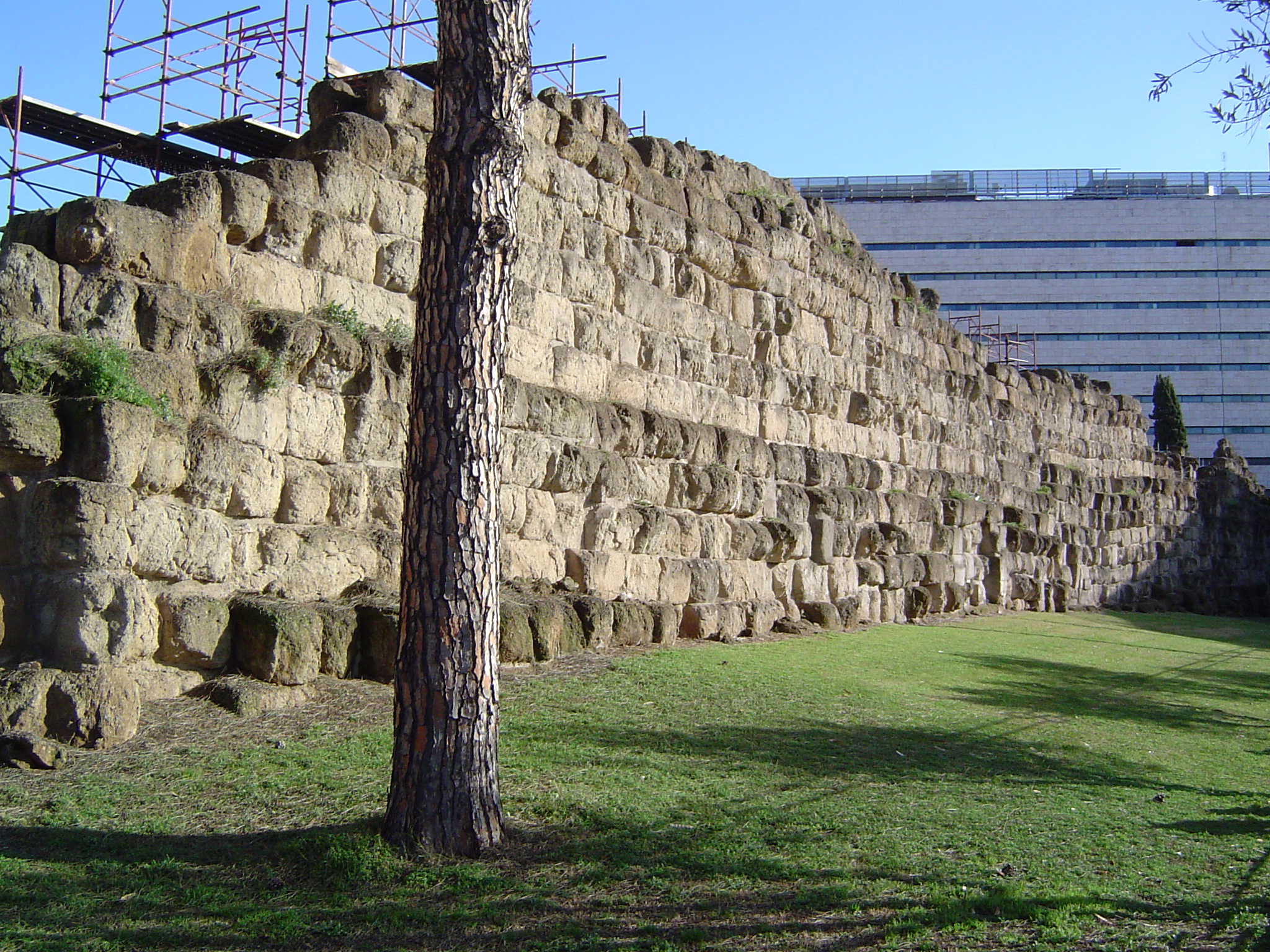
Muraille Servienne à Rome.

### Malte
- Porte Victoria, à La Vallette

### Pays-Bas
- Koppelpoort à Amersfoort
- Smedestraat 33 à Haarlem
- Berkelpoort à Zutphen
- Spanjaardspoort à Zutphen

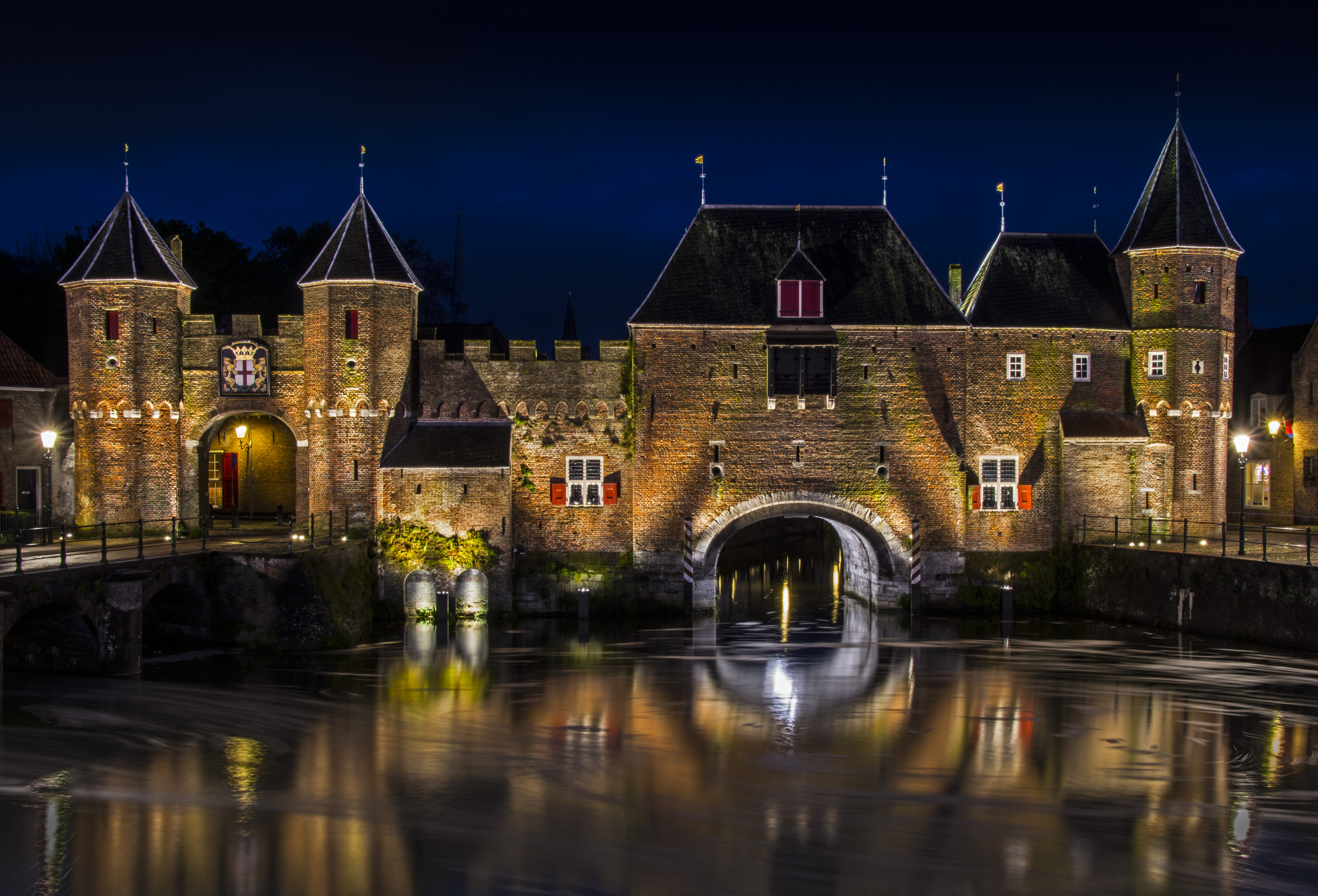
La Koppelpoort d'Amersfoort, la nuit.
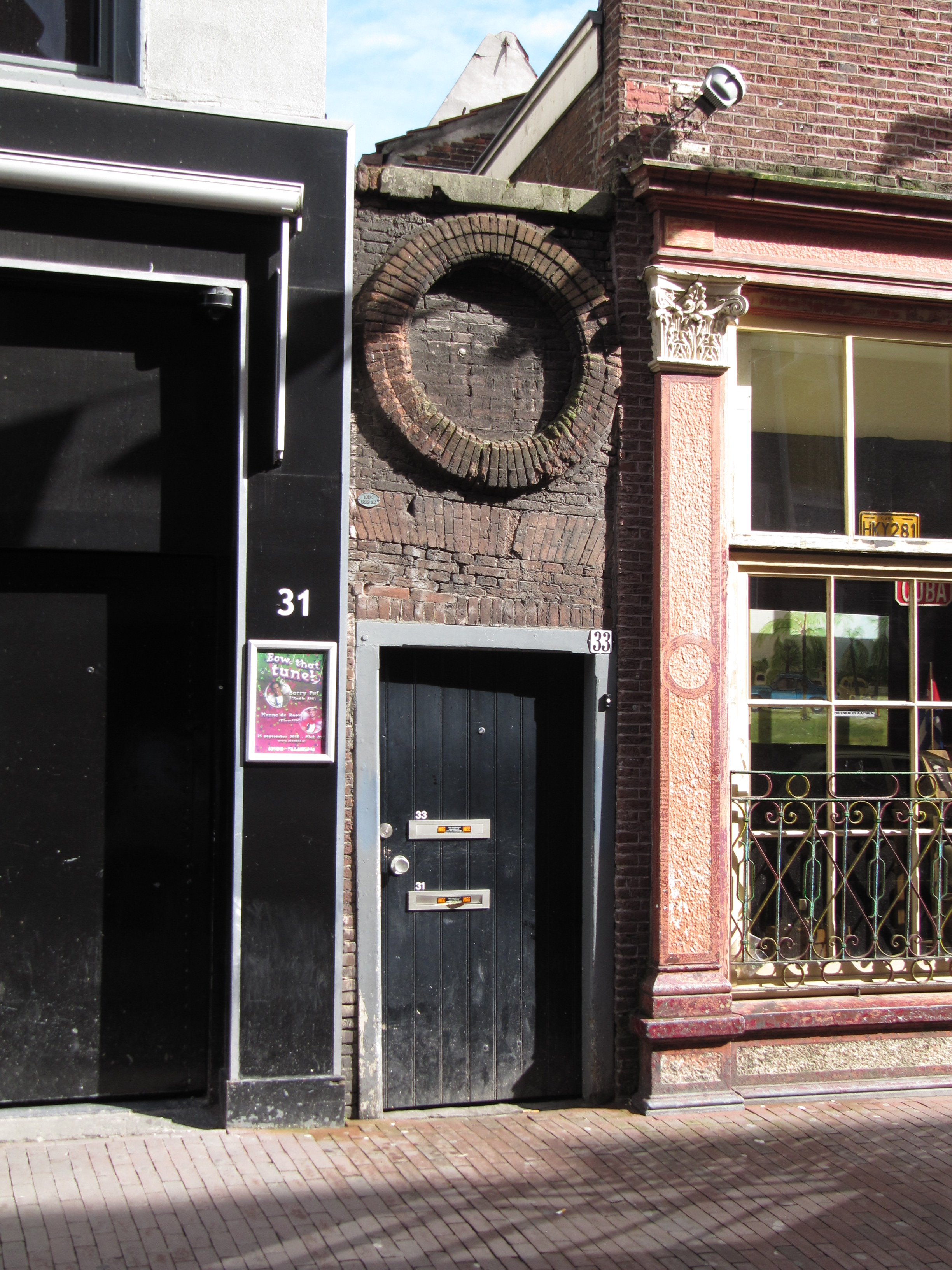
Smedestraat 33 à Haarlem.
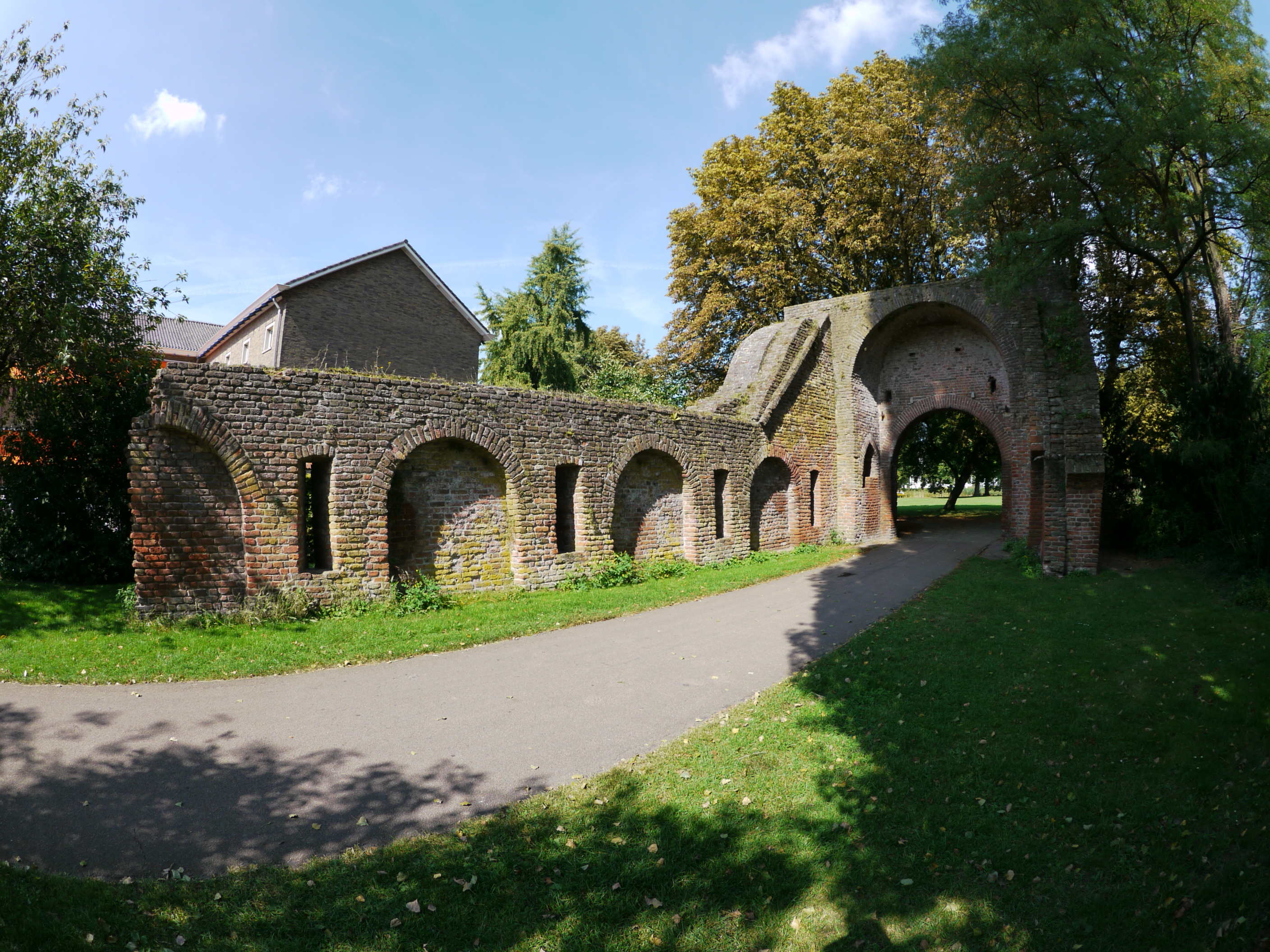
Spanjaardspoort à Zutphen.
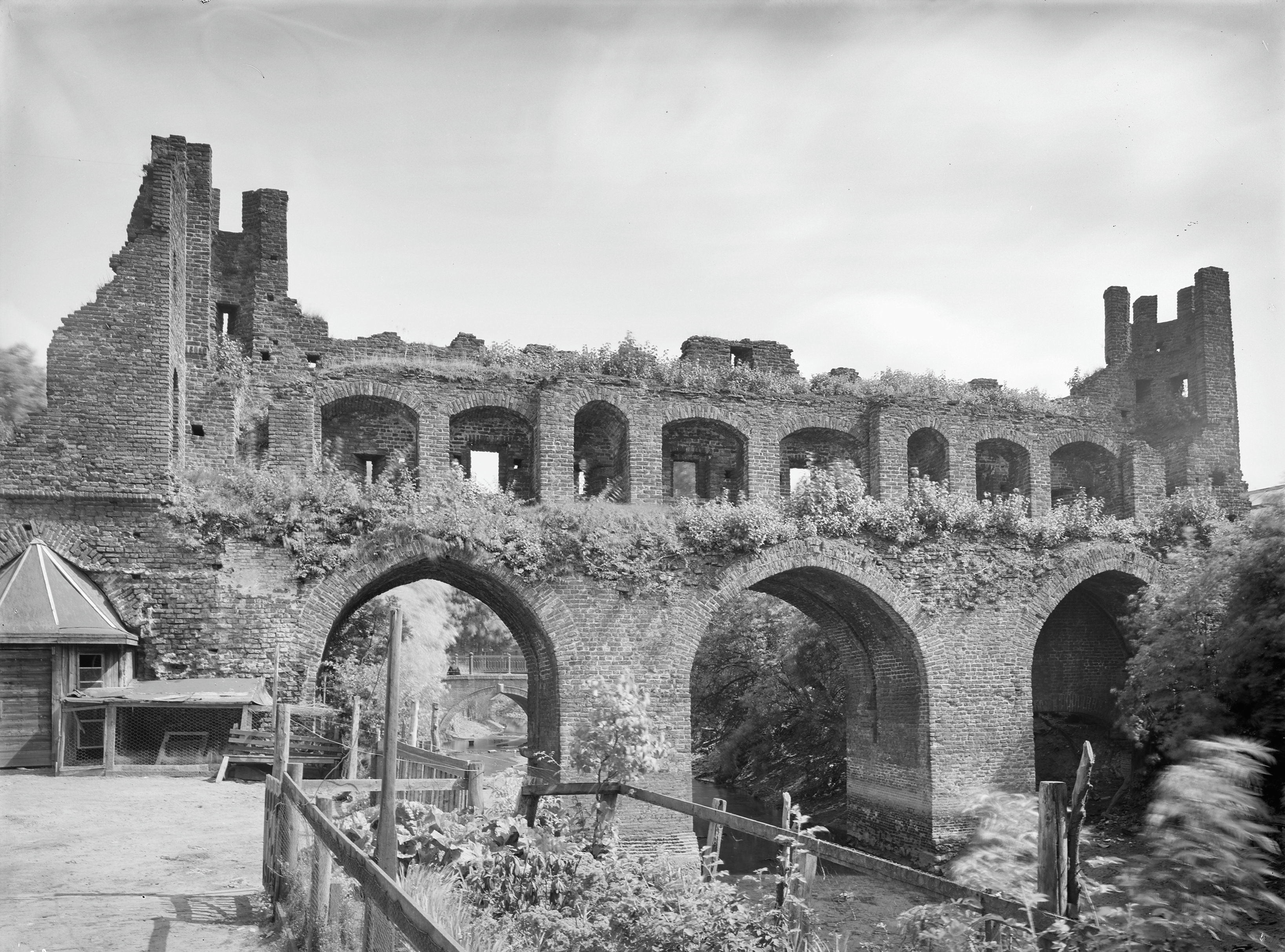
Berkelpoort à Zutphen en 1940.

### Pologne
- La Porte Dorée à Gdańsk.
- La Porte Verte à Gdańsk.

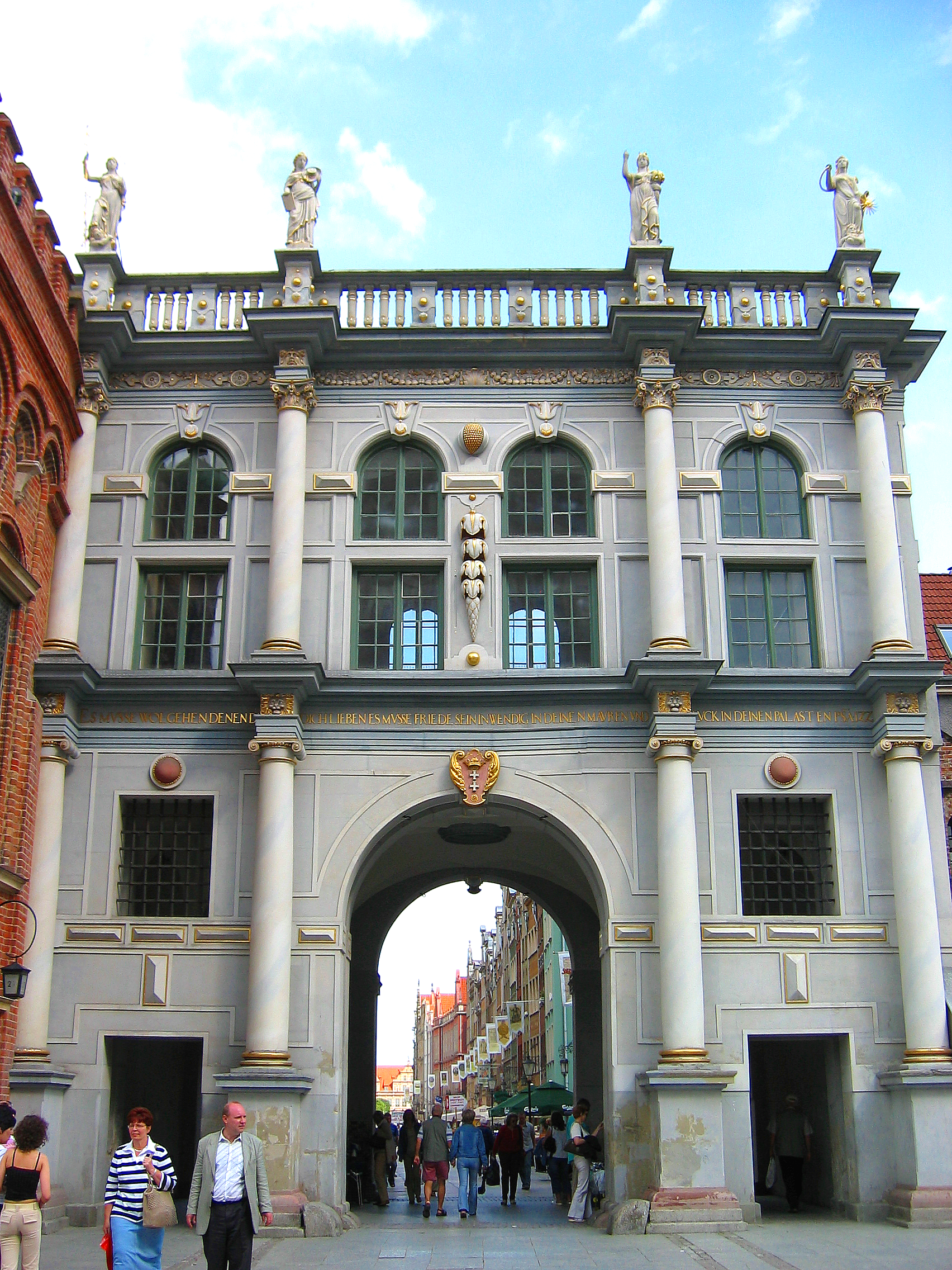
Porte Dorée à Gdańsk.
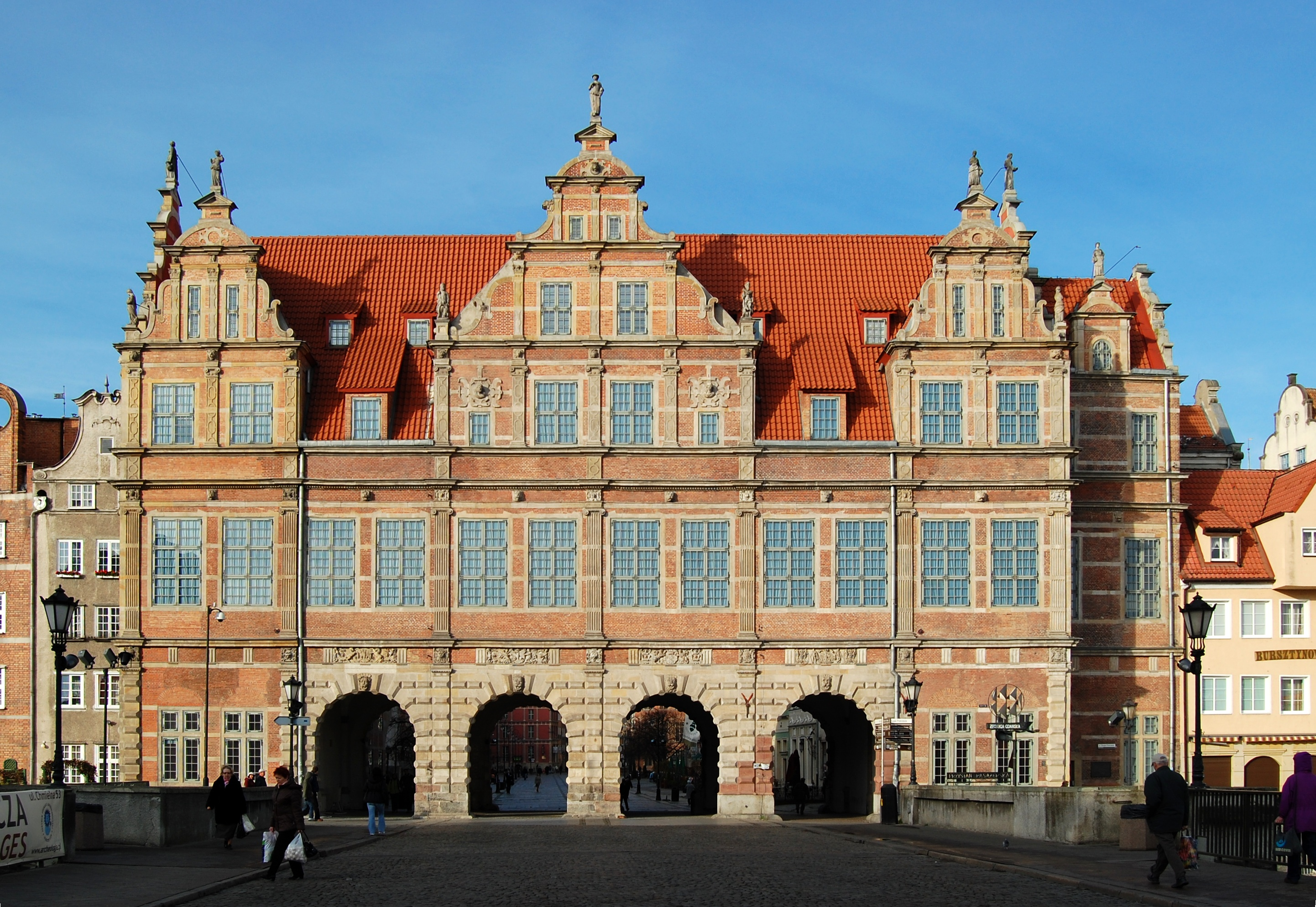
Porte Verte à Gdańsk.

### Russie
- La Porte de Sackheim, une des sept portes de Kaliningrad.
- La Porte dorée à Vladimir.
- La Porte de Brandebourg à Kaliningrad.

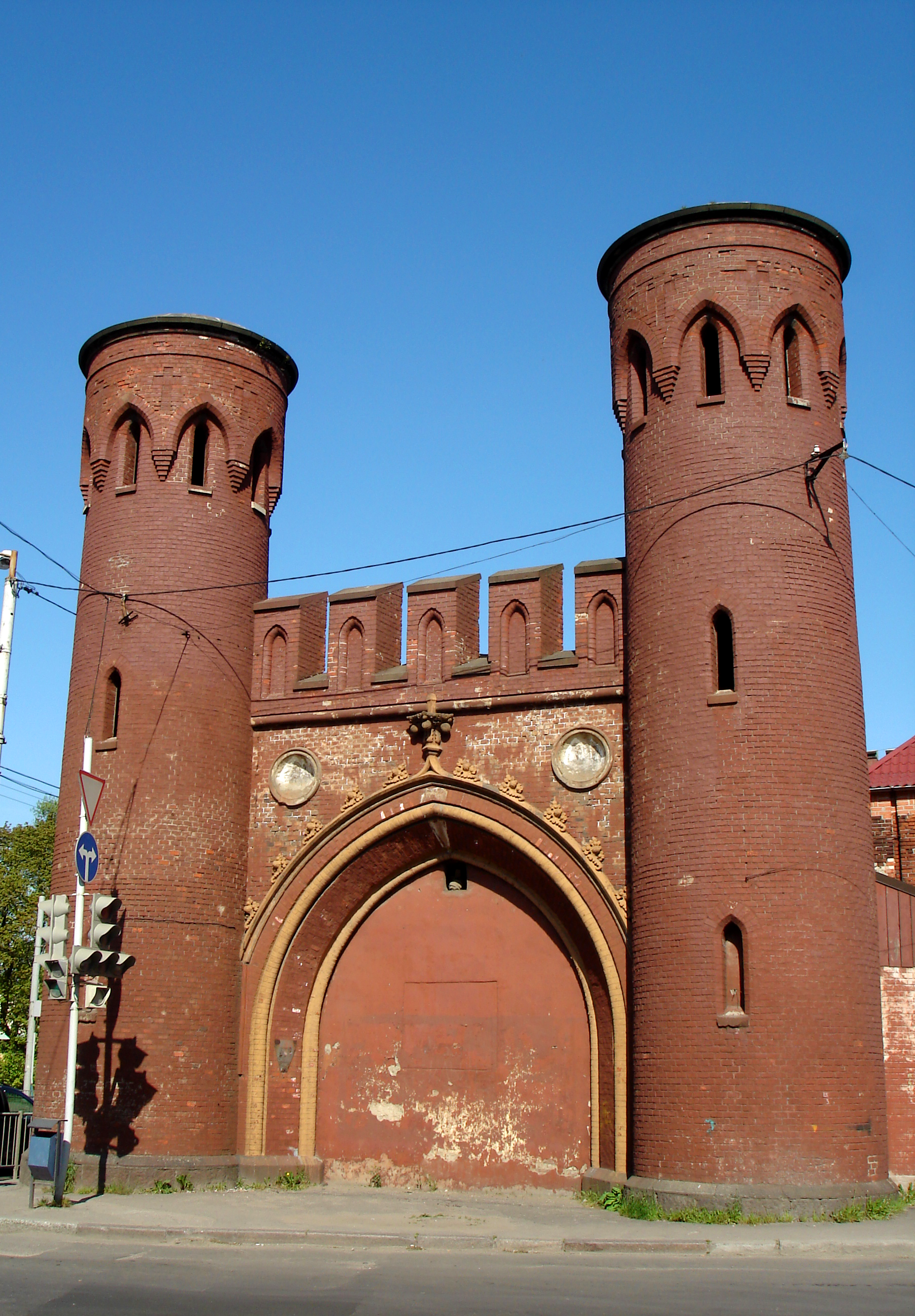
Porte de Sackheim, une des sept portes de Kaliningrad.
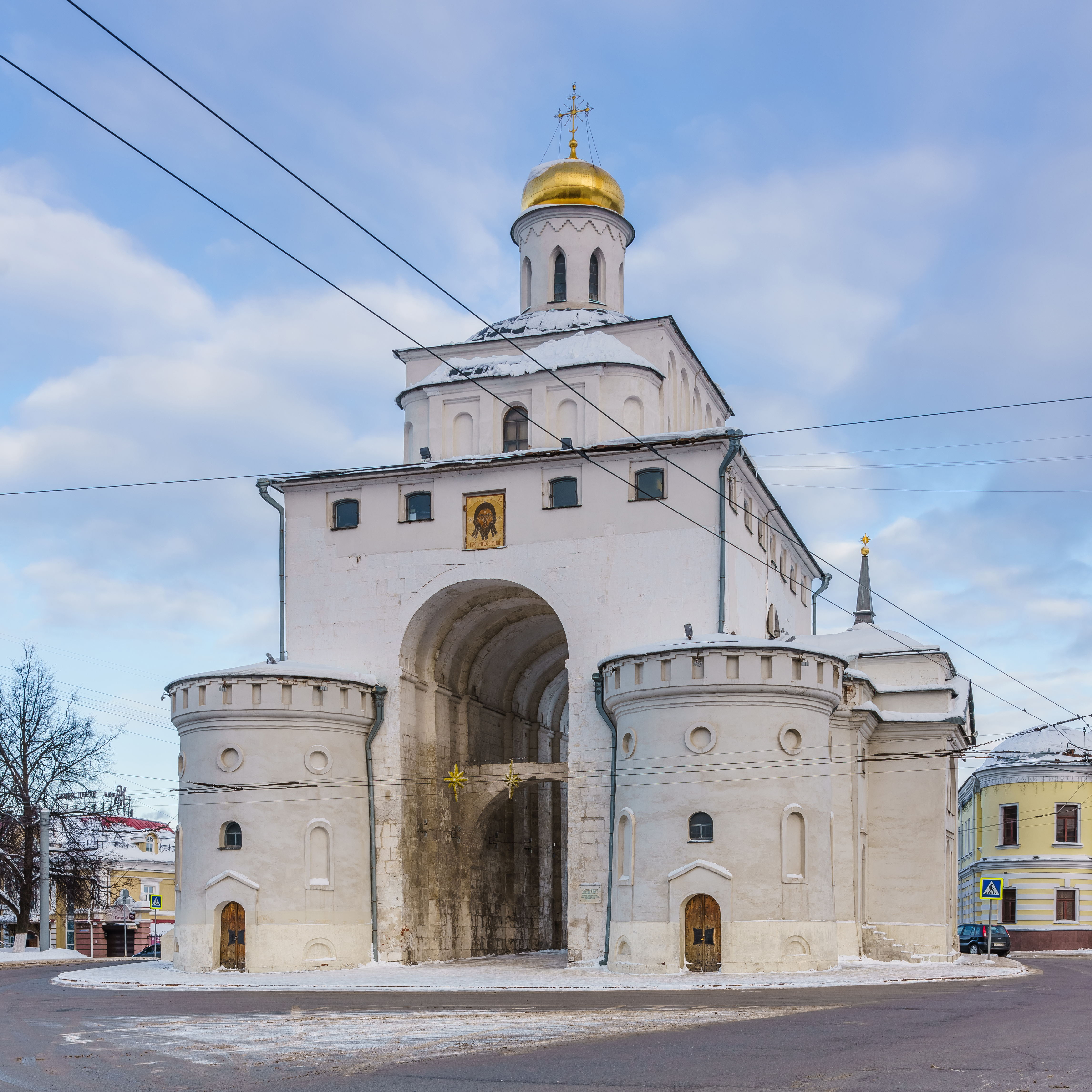
Porte dorée à Vladimir.
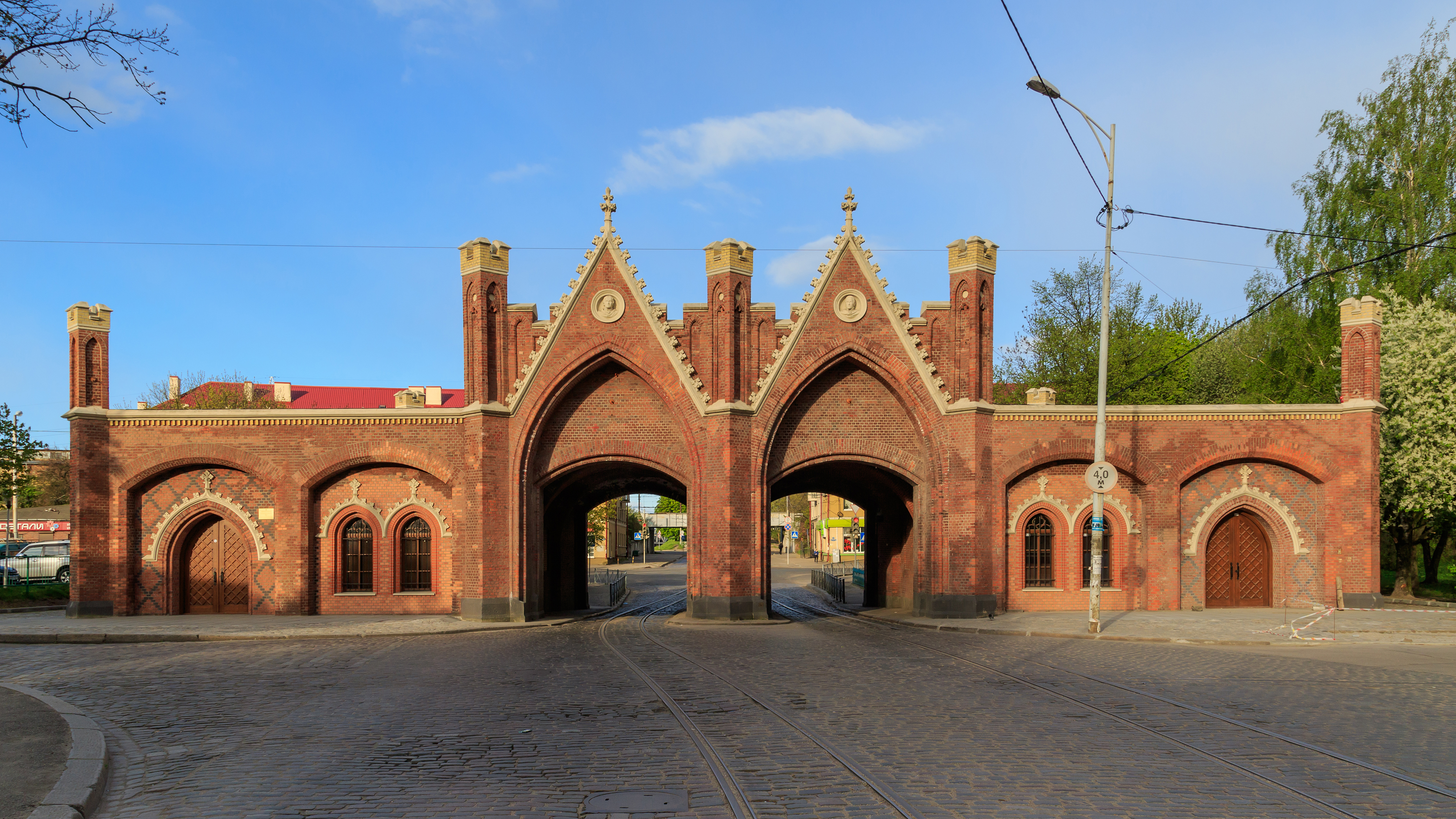
Porte de Brandebourg à Kaliningrad.

### Suède
- La Kütertor et la Kniepertor à Stralsund.

### République tchèque
- La tour Rabensteiner à České Budějovice.